# Pamir
Vous lisez un « article de qualité » labellisé en 2012.
Pour les articles homonymes, voir Pamir (homonymie).
Le Pamir est un massif de haute montagne centré sur l'Est du Tadjikistan avec des prolongements en Afghanistan, en Chine et au Kirghizistan. Situé à la jonction entre plusieurs systèmes orographiques d'Asie centrale et du Tibet, il possède trois sommets principaux de plus de 7 000 mètres dont le pic Ismail Samani, généralement considéré comme son point culminant à 7 495 mètres d'altitude, ce qui a valu au massif le qualificatif de « toit du monde ». Son nom s'applique aussi bien à un certain type de vallée glaciaire plus fertile que les montagnes et les plateaux qui les entourent. Ces derniers sont généralement soumis à des conditions climatiques extrêmes, avec des précipitations très faibles et des écarts de températures importants, en particulier dans la moitié orientale désertique du massif. Toutefois, le Pamir est l'une des régions qui abritent le plus de glaciers en dehors des pôles, dont le glacier Fedtchenko avec 77 kilomètres de long. Ceci lui permet d'être parcouru par un grand nombre de rivières appartenant aux bassins de l'Amou-Daria à l'ouest et du Tarim à l'est, et de contenir des centaines de lacs. Alors que la pauvreté de la flore caractérise l'écorégion unique des toundra et désert d'altitude du Pamir, la faune est très diversifiée. Ainsi, l'Argali de Marco Polo est une espèce tout à la fois endémique et menacée de disparition.
Le massif est fréquenté depuis plusieurs millénaires. Il s'est trouvé sur des itinéraires secondaires de la route de la soie dès l'Antiquité. Toutefois, seuls les Tadjiks dès le IIe siècle puis les Kirghizes à partir du XVIe siècle y demeurent. Marco Polo est le premier Européen à faire mention, au XIIIe siècle, de sa traversée du Pamir. Rares sont ceux qui suivent ses pas jusqu'au milieu du XIXe siècle, lorsqu'il est exploré et placé au cœur d'un conflit géopolitique, le « Grand Jeu », entre l'Empire russe au nord et l'Inde britannique au sud. Le massif retombe dans l'oubli occidental au XXe siècle. Au XXIe siècle, il est peuplé par différentes populations qui se sont adaptées à la montagne : des Tadjiks, à l'ouest et au sud, et des Kirghizes, au nord et à l'est. Ces derniers mènent une vie semi-nomade, emmenant paître leurs animaux dans les quelques pamirs fertiles. Ils ont perpétué une culture riche de nombreuses traditions particulières.
Le Pamir reste une des régions les plus isolées au monde. Les infrastructures sont peu développées et la population continue à dépendre de l'aide extérieure. Le tourisme, essentiellement axé sur l'alpinisme, le trekking et l'écotourisme peine à se développer, malgré la présence de nombreuses aires protégées, notamment le parc national du Pamir qui est le plus grand d'Asie centrale.

## Toponymie
Le moine bouddhiste Xuanzang est le premier à évoquer dans ses écrits, vers 640, Po-mi-lo ou Pho-mi-lo, le plateau du Pamir,,,,. Cette prononciation est très proche du kirghiz Pamil, le mot pour désigner une zone montagneuse,. Le terme est repris sous la forme Pomi au milieu du VIIIe siècle sous la dynastie Tang,. Xuanzang le situe au centre du Congling ou Tsoung Ling (葱嶺), littéralement les « montagnes Oignon », qui s'étendent sur un périmètre plus grand que le Pamir dans son acception géographique habituelle,,,.

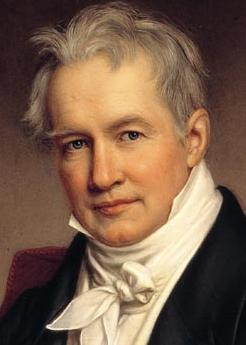
Portrait d'Alexander von Humboldt, qui généralise la graphie Pamir apparue au XVI.

Selon Eugène Burnouf, Pamer, Pamere ou Pamier, graphies utilisées par Marco Polo au XIIIe siècle, puis Mountstuart Elphinstone et Alexander Burnes au XIXe siècle, seraient dérivés par syncope du sanskrit Oupa-Mérou, c'est-à-dire le « pays voisin du Meru », alors que selon la graphie apparue en 1543, sous la plume du prince de Kashgar Mirza Haidar, puis utilisée par John Wood et Alexander von Humboldt, Pamir serait dérivé de Oupa-Mira, autrement dit le « pays autour du lac », désignant selon lui le lac Zorkul,,.

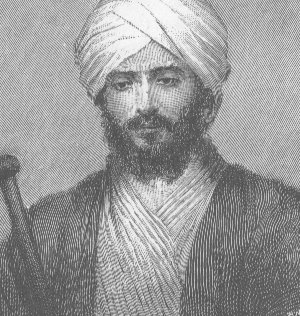
Portrait en costume traditionnel du Dardistan de l'orientaliste britannique Gottlieb Wilhelm Leitner, qui a travaillé sur l'origine du mot pamir.

Gottlieb Wilhelm Leitner rejette ces théories, en rappelant que les personnes fréquentant chaque été les pâturages de ces plateaux ou de ces hautes vallées parlent des langues turques, notamment kirghiz et ili turki, et les désignent indistinctement sous le nom de pamirs. Ainsi, pâ pourrait signifier « montagne » et « mira » serait une « vaste région » ou un « plateau » ; selon une explication concurrente, pan ou pai désigneraient le « pied » ou la « base » et mir la « montagne », soit le « piémont de la montagne » ou le « socle de la montagne »,. Ces pamirs seraient au nombre de sept ou huit, bien qu'une hypothèse alternative veuille que le mot ne désigne pas un type spécifique de vallée mais une vallée bien particulière, celle du lac Zorkul. Par extension, les pamirs forment tout à la fois un vaste pamir et la région du Pamir. Une alternative linguistique, toutefois peu plausible, veut que Pa-i-michr signifie « socle du soleil » en ouzbek et qu'il ait été interprété par « pied de Mithra », l'équivalent du dieu du soleil dans la mythologie indo-iranienne.
La situation du massif lui a valu localement, selon Wood, le qualificatif de Bam-i-dunya, le « toit du monde » en wakhi ou en kirghiz,,,. Il serait dérivé de pay-i-mehr puis Bamyar en persan. Quoi qu'il en soit, l'expression devient courante à l'époque victorienne. Ainsi, en 1876, Thomas Edward Gordon écrit :

« Nous étions désormais sur le point de traverser le fameux Bam-i-dunya, le « toit du monde » en vertu duquel le nom de la région élevée où des pistes jusque-là relativement inconnues apparaissaient sur nos cartes. [...] Wood, en 1838, était le premier voyageur européen des temps modernes à visiter le Grand Pamir. »

— The roof of the world: being a narrative of a journey over the high plateau of Tibet to the Russian frontier and the Oxus sources on Pamir
L'expression est reprise en 1890 par Guillaume Capus, en 1911 dans la onzième édition de l’Encyclopædia Britannica, en 1929 dans la Brockhaus Enzyklopädie, ou encore en 1942 dans l'Encyclopédie Columbia.
Les monts Pamir s'écrivent Кӯҳҳои Помир (Kūhhoi Pomir) en tadjik, Памир тоолору (Pamir tooloru) en kirghiz, رشته کوه‌های پامیر (rechté kouh-hâyé pâmir) en persan, د پامير غرونه en pachto, پامىر ئېگىزلىكى en ouïghour, پامیر کوهستان (pāmīr kūhistān) en ourdou, पामीर पर्वतमाला (pāmīra parvatamālā) en hindi et 帕米尔高原 (Pàmǐ'ěr Gāoyuán) en chinois.

## Géographie

### Situation

Carte administrative de la région du Pamir incluant la division en raions de la province autonome du Haut-Badakhchan.

Localisées en Asie centrale, les montagnes du Pamir constituent un nœud orographique formé par la jonction des monts Tian au nord, de la cordillère du Kunlun à l'est, du Karakoram au sud et de l'Hindou Kouch au sud-ouest. Elles sont centrées sur la province autonome du Haut-Badakhchan qu'elles occupent intégralement. Celle-ci est située dans l'Est du Tadjikistan et découpée en sept raions : Darvaz, Vanch, Rushan, Shugnan, Roshtkala, Ishkashim et Murghab, auxquels s'ajoute la ville de Khorog, capitale de la province autonome. Les montagnes débordent sur une partie de la province de Nohiyahoi tobei Jumhurii, ainsi que sur l'oblasty d'Och au Sud du Kirghizistan, sur la province du Badakhchan au Nord-Est de l'Afghanistan et sur la région autonome du Xinjiang en république populaire de Chine. Leur limite méridionale est marquée par le corridor du Wakhan où s'écoule le Wakhan-Daria prolongé par le Piandj, tandis que leur limite septentrionale est constituée par la vaste dépression de la vallée d'Alaï qui abrite le Kyzyl-Sou, cours supérieur du Vakhch. Leur frontière orientale, avec le Kunlun, est plus controversée, les uns la faisant passer au niveau d'une large faille empruntée par la route du Karakorum, les autres la repoussant à l'est avec une marge d'acception de 150 à 200 kilomètres. Leurs prolongements occidentaux sont pour leur part relativement flous, le relief diminuant progressivement. Ainsi, la Grande Encyclopédie soviétique écrit :

« La question des frontières naturelles du Pamir est discutable. Habituellement, le Pamir est considéré comme couvrant le territoire du chaînon Trans-Alaï au nord, au chaînon Sarikol à l'est, au lac Zorkul, la rivière Pamir et le cours supérieur du Piandj au sud, à la section médiane de la vallée du Piandj à l'ouest ; au nord-ouest, le Pamir inclut les parties orientales des chaînons Pierre Ier et Darvaz. [...] Certains chercheurs ont restreint cette interprétation, n'y incluant que la partie orientale de ce territoire, alors que beaucoup, inversement, considèrent le Pamir plus largement pour inclure les montagnes contiguës à l'est et diverses autres à proximité. »

### Topographie

#### Géomorphologie
Le Pamir s'étend sur environ 500 kilomètres d'est en ouest et 300 kilomètres du nord au sud. Malgré des limites à géométrie variable, il est possible de distinguer deux grands ensembles parmi les montagnes du Pamir : une partie occidentale, constituée par la région du Badakhchan, avec des montagnes acérées et des vallées profondes et étroites, parcourues de torrents, et parsemées de petits villages verdoyants perchés sur des cônes de déjection et des terrasses alluviales ; la partie orientale présente de hauts plateaux isolés et désertiques entre 3 500 et 4 500 mètres d'altitude, faits de dépôts meubles proluviaux et morainiques, et surmontés de sommets comparativement peu élevés,. La limite entre ces deux ensembles est traditionnellement marquée par la crête de Zulumart puis les cols de Pereval Pshart et Pereval Kara-Bulak.

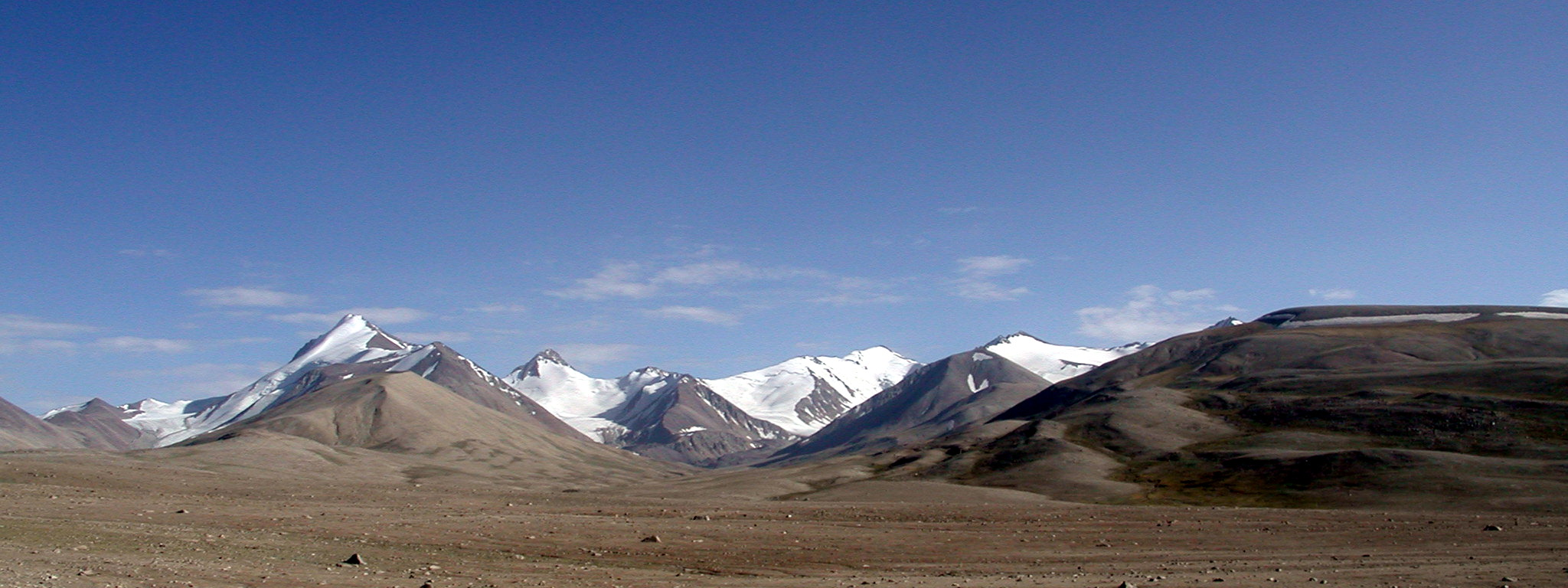
Vue panoramique depuis les hauts plateaux du sud-est du Pamir depuis la route reliant Khorog à Murghab au Tadjikistan.

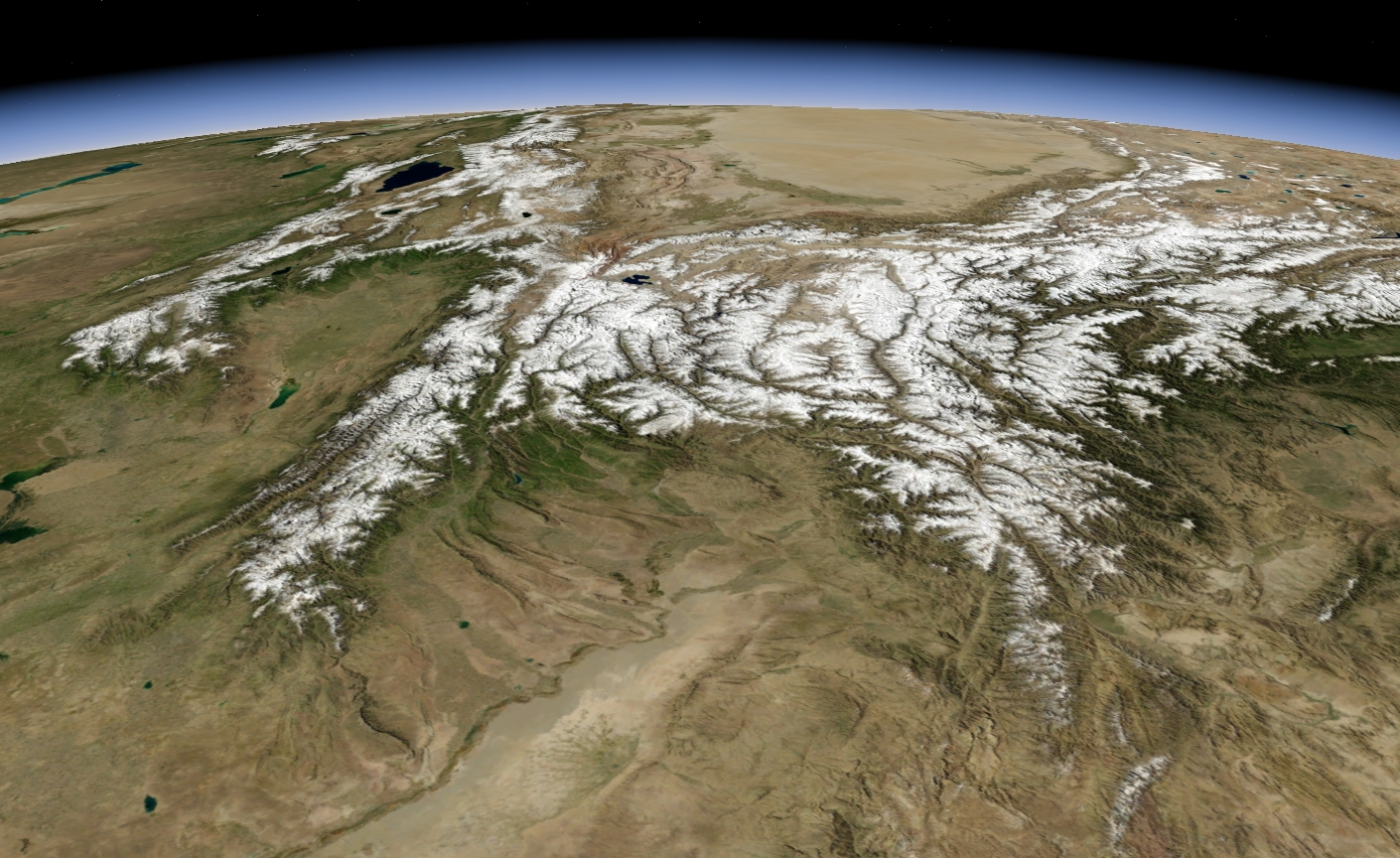
Image de synthèse représentant depuis l'ouest le Pamir (au centre), les monts Tian (à gauche), l'Hindou Kouch (premier plan à droite), le Karakoram (second plan à droite) et la cordillère du Kunlun (dernier plan à droite).

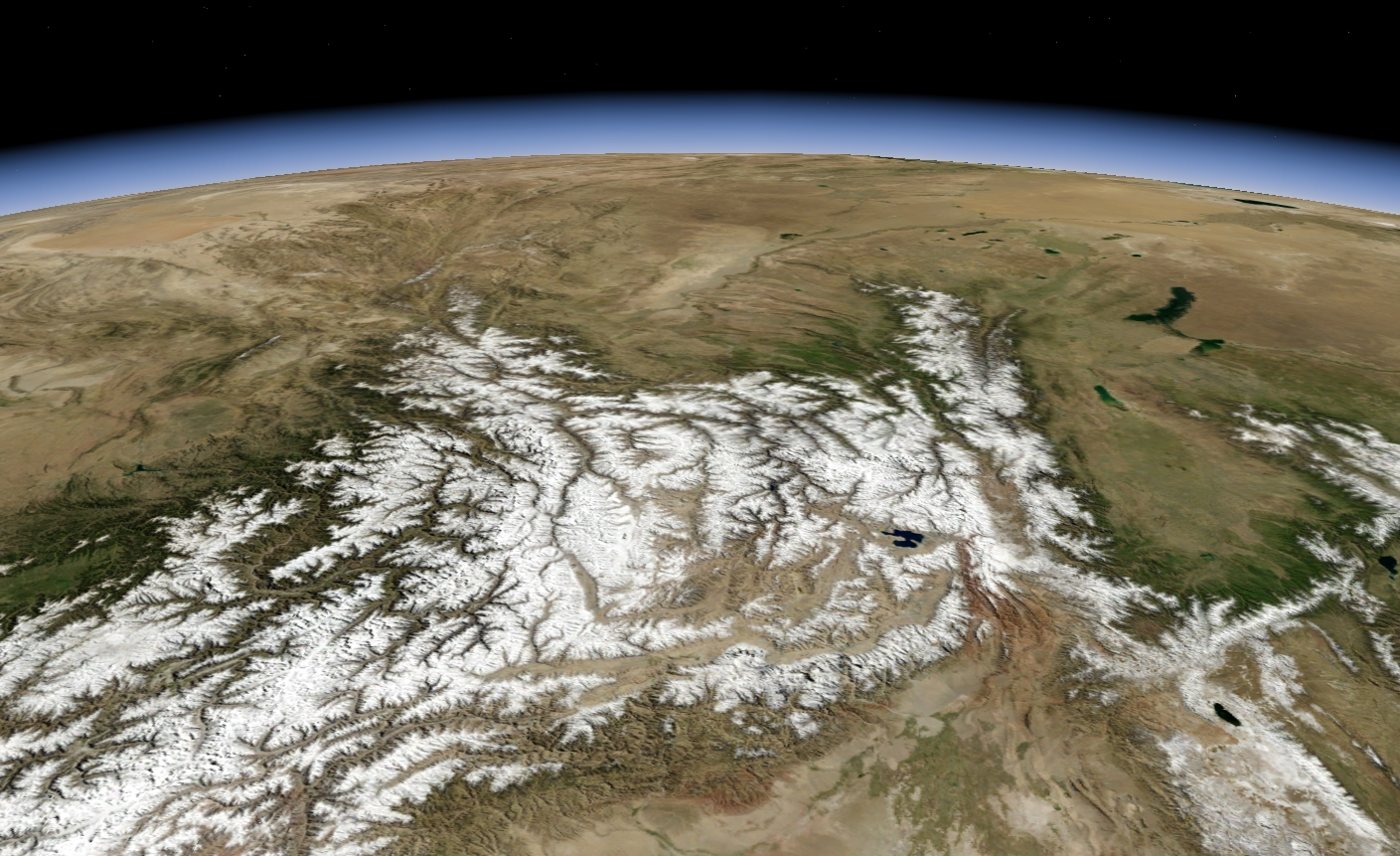
Image de synthèse représentant depuis l'est le Pamir (au centre), les monts Tian (à droite), l'Hindou Kouch (dernier plan à gauche), le Karakoram (premier plan à gauche) et la cordillère du Kunlun (premier plan en bas).

Au centre du massif se trouve le chaînon de l'Académie des Sciences, qui s'étend sur 175 kilomètres et culmine à 7 495 mètres d'altitude, au pic Ismail Samani, appelé successivement pic Staline de 1932 à 1962 puis pic du Communisme de 1962 à 1998, et contient également le pic Korjenevskoï à 7 105 mètres d'altitude, souvent considéré comme le troisième plus haut sommet du Pamir. Au nord-est se trouve le chaînon Trans-Alaï qui s'étire d'est en ouest, parallèlement à la vallée d'Alaï et aux monts Alaï qui lui font face. Il s'élève à 7 134 mètres d'altitude,, au pic Lénine, anciennement pic Kaufmann de sa découverte en 1871 à 1928, appelé officiellement pic Abu Ali ibn Sina depuis juillet 2006 au Tadjikistan et parfois improprement pic Atchik Tash au Kirghizistan, du nom d'un plateau et de son camp de base à 3 600 mètres d'altitude. Le versant ouest du chaînon de l'Académie des Sciences descend abruptement et se prolonge avec les piémonts occidentaux incluant du nord au sud les chaînons Pierre Ier (pic Moscou, 6 785 m), Darvaz (pic Arnavad, 5 992 m), Vanch et Yazgoulem (pic de l'Indépendance, pic de la Révolution jusqu'en 2006, 6 974 m),,. Au sud, les chaînons Rushan (pic Patkhor, 6 083 m), Shugnan (pic Skalisty, 5 707 m), Roshtkala (5 321 m) et Shakhdara ou Ishkashim (pic Karl Marx, 6 726 m) sont séparés par de profondes gorges orientées globalement d'est en ouest et fréquemment comblées par des glissements de terrain provoqués par des séismes,,. Ils sont prolongés à l'est par de hauts plateaux d'où émergent notamment les chaînons Muskol (pic des Officiers Soviétiques, 6 233 m), Murghab ou Alitshur septentrional (5 617 m), Alitshur méridional (pic Kysyldangi, 5 704 m) et Wakhan ou Selsela-Koh-i-Wākhān (6 421 m), entre lesquels se trouvent plusieurs lacs dont celui de Kara-Kul à 3 900 mètres d'altitude,,,. Enfin, le chaînon Sarikol, surnommé « Pamir chinois » bien que frontalier avec le Tadjikistan, ferme du nord au sud les plateaux du Pamir aux confins orientaux du massif en culminant au pic Lyavirdyr à 6 351 mètres d'altitude et en faisant face aux Kongur et Mustagh Ata,,. Ces derniers font partie d'un ensemble parfois connu sous le nom de chaînon Kashgar (ou Kandar), alors inclus dans le Pamir, mais plus généralement considéré comme un prolongement septentrional de la cordillère du Kunlun, un large sillon séparant celle-ci du Pamir proprement dit,.

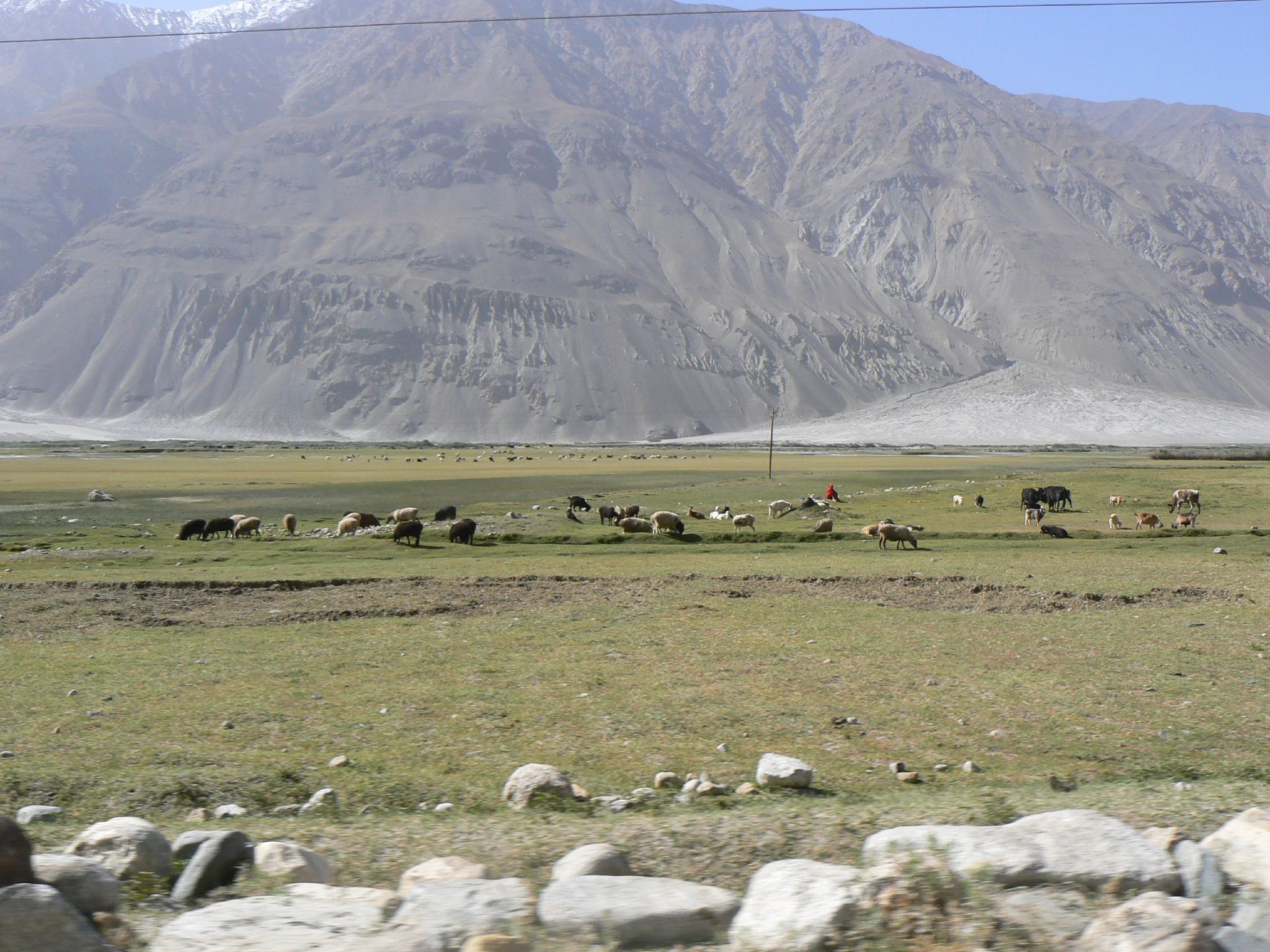
Vue d'un pamir dans le corridor du Wakhan avec un cône de déjection typique du massif en arrière-plan à droite.

Les pamirs, de fertiles vallées glaciaires fermées par des moraines et naturellement irriguées, mais uniquement parcourues de nomades kirghizes,,, sont traditionnellement comptés au nombre de sept, ou huit. Le Pamir Taghdumbash, surnommé la « Tête suprême des montagnes » ou « pamir du sommet de la montagne », est situé entre le chaînon Sarikol au nord et le col Kilik (4 827 m) au sud, dans le Sud-Ouest du xian autonome tadjik de Taxkorgan, en Chine. Il est fermé à l'ouest par le col Wakhjir (4 923 m) qui le sépare de la partie amont de la vallée du Wakhan-Daria. Il descend vers l'est avant de marquer un coude vers le nord jusqu'à Taxkorgan, à environ 3 000 mètres d'altitude, pour une distance d'une centaine de kilomètres. C'est le seul pamir à appartenir au bassin du Tarim. Il est peuplé de Kirghizes, de Sarikolis et de Wakhis. Le Pamir Wakhan se trouve à l'extrémité orientale du corridor du Wakhan, en Afghanistan, au nord du Karakoram, en amont de la localité de Baza'i Gonbad. Il descend sur une trentaine de kilomètres vers l'ouest-nord-ouest. C'est le plus étroit de tous les pamirs. Il offre de riches pâturages. Le Pamir Khord ou Pamir Kitshik, plus connu sous le nom de Petit Pamir, se situe entre le Selsela-Koh-i-Wākhān au nord et le Karakoram au sud, entre le lac Chaqmaqtin et le village de Sarhad, dans la partie centrale du corridor du Wakhan. Il est en contact au nord-est avec la vallée de l'Oksu. Il s'étend vers le sud-sud-ouest sur une centaine de kilomètres,. Le Pamir Kalan ou Pamir Tshong, plus connu sous le nom de Grand Pamir, est comme son nom l'indique le plus long et le plus large de tous les pamirs. C'est une vallée en auge qui s'étire sur environ 130 kilomètres depuis le lac Zorkul vers le sud-sud-ouest, entre les chaînons Alitshur méridional au sud et Selsela-Koh-i-Wākhān au nord, et qui abrite le cours de la rivière Pamir,. Un peu plus au nord, le Pamir Alitshur s'étend entre les chaînons septentrionaux et méridionaux du même nom. Il contient les lacs Yashilkul, Bulun-Kul et Sasyk-Kul puis se prolonge vers l'ouest par le Shugnan,. Plus au nord encore, le Pamir Sarez (le « pamir de la piste jaune ») est coincé entre les chaînons Alitshur septentrional et Muskol, autour du lac Sarez. Bien que figurant sur plusieurs cartes et ayant vu son existence rapportée par des explorateurs, son existence a été remise en cause par Ney Elias arguant qu'il ne possède aucune des caractéristiques habituelles d'un pamir en raison de son relief encaissé. Francis Younghusband explique qu'une petite vallée fertile d'une quinzaine de kilomètres de longueur se trouve plus à l'est, aux environs de Murghab, et qu'elle a été mal reportée sur les cartes,. Le Pamir Rangkul (le « pamir du lac coloré ») se situe sur quarante kilomètres de long autour du lac du même nom, tandis que le Pamir Khargosh (ou Kargushî, le « pamir du lapin ») se trouve sur trente kilomètres de long au sud et à l'est du lac Kara-Kul,, ; leur existence est toutefois contestée. Plusieurs autres vallées ont pu prétendre au qualificatif de pamir mais des différences géomorphologiques et des usages locaux peu marqués les ont rejetées.

#### Subdivisions principales

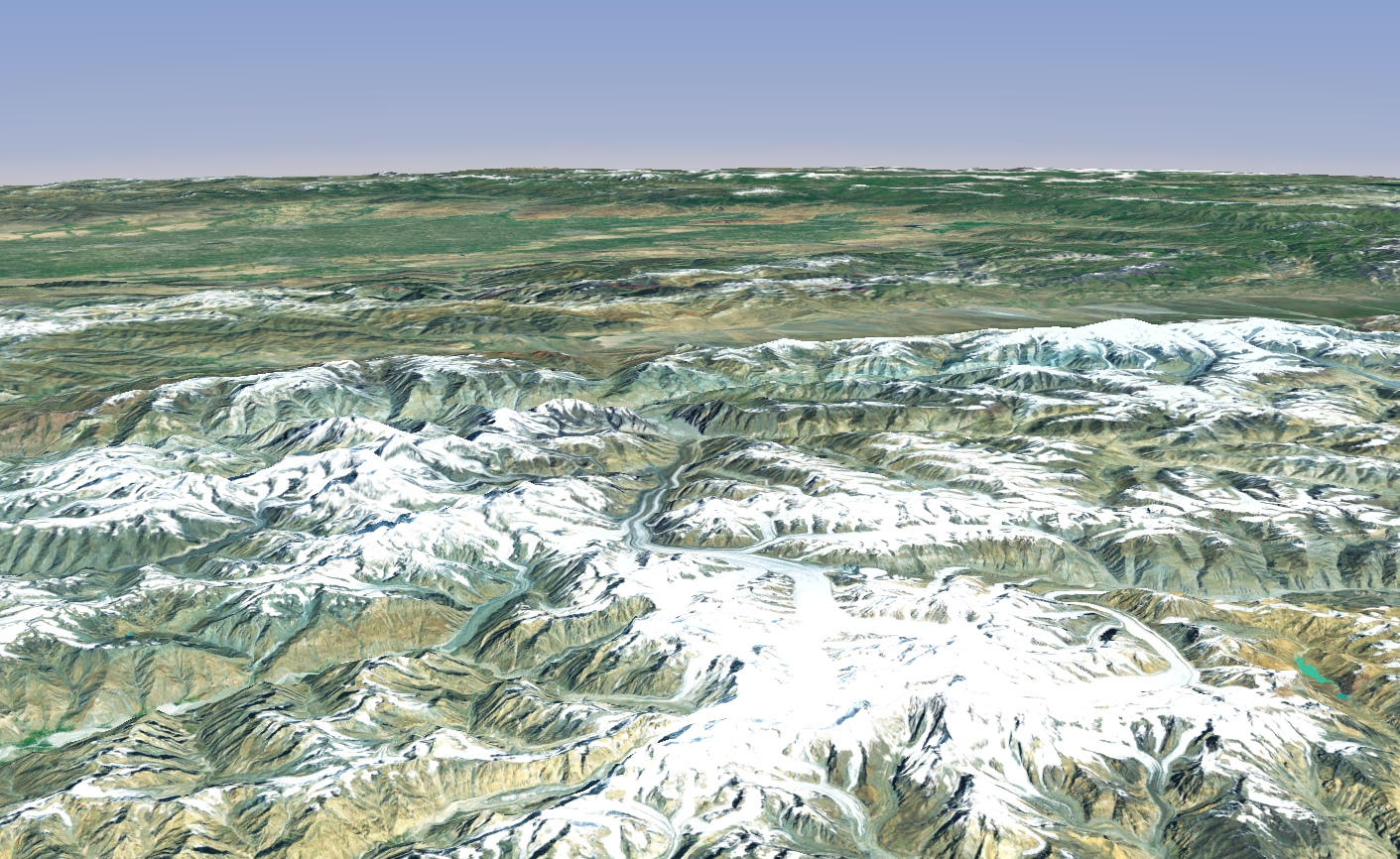
Image de synthèse représentant le chaînon de l'Académie des Sciences depuis le sud.

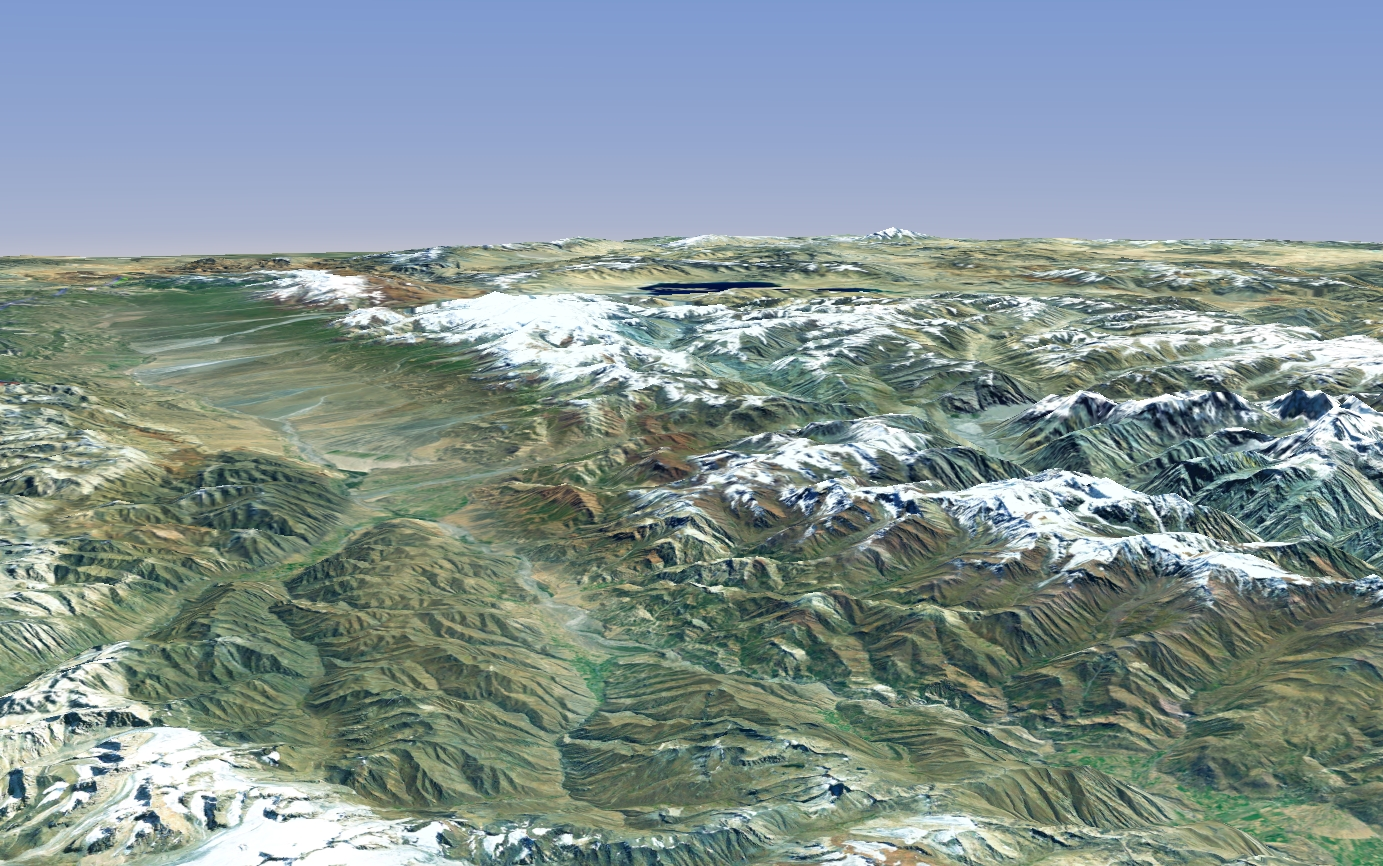
Image de synthèse représentant le chaînon Trans-Alaï depuis l'ouest.

Le tableau ci-dessous liste les principaux chaînons composant le Pamir classés par altitude décroissante. Le chaînon Kashgar en grisé est considéré comme une zone de transition avec le Pamir, voire une partie intégrante de la cordillère du Kunlun.
| Subdivision                        | Point culminant               | Altitude |
| ---------------------------------- | ----------------------------- | -------- |
| Chaînon Kashgar                    | Kongur                        | 7 649 m  |
| Chaînon de l'Académie des Sciences | pic Ismail Samani             | 7 495 m  |
| Chaînon Trans-Alaï                 | pic Lénine                    | 7 134 m  |
| Chaînon Yazgoulem                  | pic de l'Indépendance         | 6 974 m  |
| Chaînon Pierre Ier                 | pic Moscou                    | 6 785 m  |
| Chaînon Shakhdara                  | pic Karl Marx                 | 6 726 m  |
| Chaînon Sarikol                    | pic Lyavirdyr                 | 6 351 m  |
| Chaînon Muskol                     | pic des Officiers Soviétiques | 6 233 m  |
| Chaînon Rushan                     | pic Patkhor                   | 6 083 m  |
| Chaînon Darvaz                     | pic Arnavad                   | 5 992 m  |
| Chaînon Shugnan                    | pic Skalisty                  | 5 707 m  |
| Chaînon Alitshur méridional        | pic Kysyldangi                | 5 704 m  |

#### Sommets principaux
Voici un résumé des principaux sommets par ordre d'altitude composant le Pamir. Les sommets en grisé font partie du chaînon Kashgar considéré comme une zone de transition avec le Pamir, voire une partie intégrante de la cordillère du Kunlun.
| Sommet                        | Altitude | Pays                     | Subdivision                            | Remarque |
| ----------------------------- | -------- | ------------------------ | -------------------------------------- | --- |
| Kongur                        | 7 649 m  | Chine                    | chaînon Kashgar / cordillère du Kunlun | |
| Kungur Tjube Tagh             | 7 530 m  | Chine                    | chaînon Kashgar / cordillère du Kunlun | antécime du Kongur                                                                                                |
| Mustagh Ata                   | 7 509 m  | Chine                    | chaînon Kashgar / cordillère du Kunlun | |
| Pic Ismail Samani             | 7 495 m  | Tadjikistan              | chaînon de l'Académie des Sciences     | anciennement pic Staline puis pic du Communisme                                                                   |
| Pic Lénine                    | 7 134 m  | Tadjikistan Kirghizistan | chaînon Trans-Alaï                     | anciennement pic Kaufmann, renommé pic Abu Ali Ibn Sina au Tadjikistan et parfois pic Atchik Tash au Kirghizistan |
| Pic Korjenevskoï              | 7 105 m  | Tadjikistan              | chaînon de l'Académie des Sciences     | |
| Pic de l'Indépendance         | 6 974 m  | Tadjikistan              | chaînon Yazgoulem                      | anciennement pic de la Révolution                                                                                 |
| Pic Russie                    | 6 875 m  | Tadjikistan              | chaînon de l'Académie des Sciences     | |
| Pic Moscou                    | 6 785 m  | Tadjikistan              | chaînon Pierre Ier                     | |
| Chakragil                     | 6 760 m  | Chine                    | chaînon Kashgar / cordillère du Kunlun | |
| Pic Karl Marx                 | 6 726 m  | Tadjikistan              | chaînon Shakhdara                      | |
| Pic Garmo                     | 6 595 m  | Tadjikistan              | chaînon de l'Académie des Sciences     | |
| Pic Engels                    | 6 510 m  | Tadjikistan              | chaînon Shakhdara                      | |
| Pic Lyavirdyr                 | 6 351 m  | Chine                    | chaînon Sarikol                        | |
| Pic des Officiers Soviétiques | 6 233 m  | Tadjikistan              | chaînon Muskol                         | |
| Pic Mayakowski                | 6 095 m  | Tadjikistan              | chaînon Shakhdara                      | |
| Pic Patkhor                   | 6 083 m  | Tadjikistan              | chaînon Rushan                         | |
| Pic Arnavad                   | 5 992 m  | Tadjikistan              | chaînon Darvaz                         | |
| Pic Skalisty                  | 5 707 m  | Tadjikistan              | chaînon Shugnan                        | |
| Pic Kysyldangi                | 5 704 m  | Tadjikistan              | chaînon Alitshur méridional            | |

### Hydrographie

Carte du Pamir mettant en évidence le bassin de l'Amou-Daria, avec le Piandj et le Vakhch et leurs affluents respectifs sur les trois quarts occidentaux du massif ; le quart oriental appartient au bassin du Tarim ; au centre, le bassin endoréique du lac Kara-Kul.

La grande majorité des rivières qui arrosent le Pamir appartiennent au bassin de l'Amou-Daria. La plus importante de ces rivières est le Piandj, qui naît de la jonction du Pamir et du Wakhan-Daria et marque les limites sud et sud-ouest du massif, en même temps que la frontière entre le Tadjikistan et l'Afghanistan. Il a pour affluent en rive droite le Gunt, au niveau de la ville de Khorog, lui-même rejoint par le Shakhdara à l'entrée de l'agglomération ; suit le Bartang, appelé Oksu dans sa partie amont et Murghab (signifiant « l'eau auprès de laquelle nichent les oiseaux ») dans sa partie intermédiaire, qui naît à quelques hectomètres des sources du Piandj et traverse pourtant littéralement le Pamir d'est en ouest sur plusieurs centaines de kilomètres avant de s'y jeter ; puis viennent le Yazgoulem et le Vanch. Marquant la frontière septentrionale du Pamir sous les noms de Kyzyl-Sou puis Surkhob, le Vakhch se jette également en rive droite du Piandj très à l'ouest du massif, aux confins sud-ouest du Tadjikistan, pour former l'Amou-Daria. Le Muksu et l'Obihingou sont des affluents en rive gauche du Surkhob qui drainent les chaînons Pierre Ier et Darvaz. Quelques rivières alimentent le lac endoréique de Kara-Kul, dont les Karadzhilga et Muskol. L'ouest du chaînon Sarikol appartient au bassin du Tarim,. Quelque 173 rivières parcourraient le massif, auxquelles s'ajoutent plus de 200 sources minérales, dont un tiers de sources chaudes.

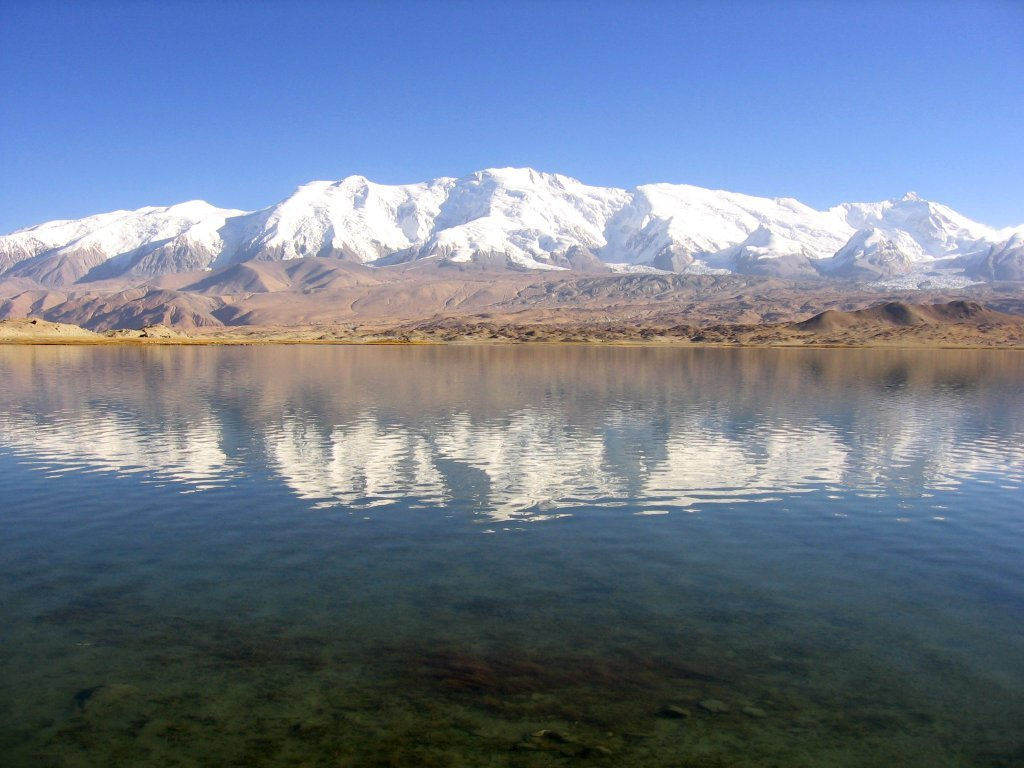
Vue du chaînon Kashgar se reflétant dans un lac du chaînon Sarikol.

Le Pamir abriterait entre 846 lacs pour un total de 1 343 kilomètres carrés et 1 449 lacs, selon les sources. Outre le lac Kara-Kul, qui siège sur 38 000 hectares dans un cratère d'impact vieux de 25 millions d'années, dans le nord-est du Pamir, et dont les eaux sont les plus basiques avec un pH compris entre 7,3 et 8,0, figurent les lacs jumeaux Rangkul et Shorkul sur le versant occidental du chaînon Sarikol et le lac Zorkul, formé par une moraine, entre les chaînons Alitshur méridional et Wakhan. Le lac Turumtaikul est le plus élevé avec 4 260 mètres d'altitude. Au centre du massif, les lacs lac Yashilkul (le « lac vert ») et Sarez ont été créés par des glissements de terrain,. Le second, conséquence du séisme de 1911, est naturellement formé par le barrage d'Usoi, le plus haut au monde. La retenue a une longueur de soixante kilomètres et une profondeur pouvant atteindre 500 mètres. Elle continue à s'élever à un rythme de vingt centimètres par an, faisant craindre une rupture du barrage et la destruction potentielle de 32 villages immédiatement placés en aval dans la vallée du Bartang auxquels s'ajouteraient cinq millions de personnes touchées dans le bassin de l'Amou-Daria,. Certains lacs gèlent dès novembre jusqu'en mai et peuvent être recouverts d'un mètre de glace au milieu de l'hiver.

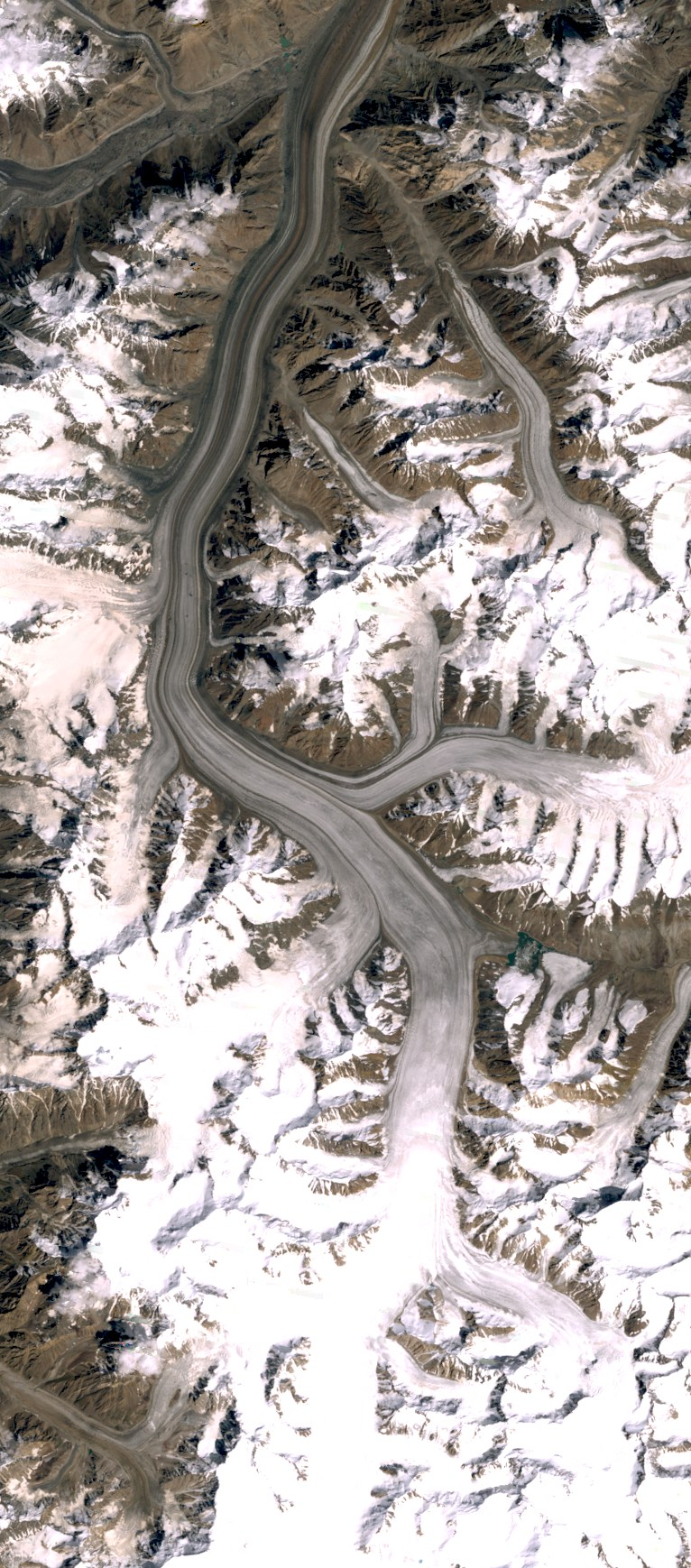
Vue aérienne du bassin collecteur du glacier Fedtchenko, le plus long du massif.

Le Pamir est parcouru par 3 000 glaciers couvrant 8 400 kilomètres carrés selon des données des années 1970 et 13 000 glaciers couvrant 12 000 kilomètres carrés selon des données plus récentes datant de 1990 mais dans les limites géographiques étendues du massif. Ils contribuent à alimenter 60 millions de personnes en eau au Tadjikistan, en Afghanistan, en Ouzbékistan, au Turkménistan et au Xinjiang. Parmi ceux-ci, dans le chaînon de l'Académie des Sciences, se situe le glacier Fedtchenko, le plus long de l'ancienne URSS et le plus long glacier en dehors de la région polaire, avec 77 kilomètres de long. Il contient, au début des années 1960, 200 millions de mètres cubes de glace transformée en altitude grâce aux importantes accumulations de neige. Dans les chaînons Pierre Ier, Darvaz, Vanch et Yazgoulem se trouvent les glaciers Grumm-Grzhimailo avec 36 kilomètres de long, Garmo avec 27 kilomètres, Surgan avec 24 kilomètres, de l'Institut de Géographie avec 21 kilomètres et Fortambek avec 20 kilomètres. Le plus long glacier du chaînon Trans-Alaï est le glacier du Grand Saukdara avec 25 kilomètres, alors que le glacier Lénine progresse jusqu'à une vitesse de cent mètres par jour et avance parfois de plusieurs kilomètres dans les vallées. Ces accélérations ont été observées et expliquées aux glaciers Medvezhy (littéralement « glacier de l'Ours ») et Bivatchny (littéralement « glacier du Bivouac ») non comme une conséquence de l'augmentation de leur volume mais comme celle d'une fonte inhabituelle qui fait que la glace n'a plus la même résistance. Les chaînons Rushan et Alitshur septentrional possèdent également des glaciers importants. Toutefois, la superficie occupée par les glaciers est nettement inférieure à celle de la dernière glaciation, où ils formaient une calotte glaciaire commune avec l'Hindou Kouch et le plateau tibétain. En raison du changement climatique, ce retrait s'est globalement accéléré au cours des cinquante dernières années, mais de seulement 3 à 5 % au centre et à l'est du massif contre 15 % à l'ouest. Le glacier Fedtchenko a reculé de plus de 1 000 mètres entre 1920 et 2000, dont 750 mètres depuis 1958, et a perdu 2 kilomètres carrés de surface entre cette même date et 2009. Le débit des rivières a augmenté de 2 % au cours des dix à vingt dernières années en raison de la fonte des glaciers et de la hausse des précipitations.

### Géologie
Au Carbonifère, la Pangée continue sa formation et l'océan Paléotéthys se referme. Des collisions continentales se produisent, aboutissant à l'orogenèse hercynienne qui donne naissance au système de la cordillère du Kunlun incluant la partie septentrionale du Pamir. Une zone de subduction se met localement en place,,,. Dans le même temps, la plaque cimmérienne se détache du Gondwana au sud et permet l'ouverture du rift de la Néotéthys au cours du Permien. Les micro-continents cimmériens continuent à dériver vers le nord et plongent sous la Laurasie. La Paléotéthys disparaît totalement au Trias et l'accrétion au niveau des parties centrale puis méridionale du Pamir se termine au Jurassique,,,. Au Crétacé, la plaque indienne se détache de la plaque africaine et migre vers le nord tandis que la Téthys se referme à son tour au niveau d'une nouvelle zone de subduction, au cours de l'orogenèse alpine qui donne naissance également au Karakoram,,. Lorsque le sous-continent indien entre en contact avec la plaque eurasienne, en donnant naissance à l'Himalaya durant l'Éocène, de nouvelles forces de compression s'exercent vers le nord sur les parties centrale et méridionale du Pamir,,. Ces déformations et le soulèvement associé se poursuivent,,.
En raison de cette histoire géologique, le Pamir est parcouru par un important réseau de failles disposées en arcs de cercles orientés vers le nord qui délimitent différents domaines pétrologiques,,,. La marge septentrionale du massif, correspondant au versant nord du chaînon Trans-Alaï, est composée de conglomérats, de grès, de schistes argileux, de calcaires et de roches volcaniques datant de la fin du Permien au Cénozoïque, qui ont été intensément déformés et surélevés dès le milieu de l'Oligocène. Le nord du massif correspond à l'anticlinal complexe qui s'étend du versant méridional du chaînon Trans-Alaï à l'importante faille de Vanch-Akbaital au sud. Il est essentiellement lié à l'orogenèse hercynienne du Permien, même s'il a été affecté par les événements géologiques du Mésozoïque-Cénozoïque. Sa composition s'étend des schistes métamorphiques de la fin du Précambrien à des marbres, des grès, de l'argile et de la craie, mais également à des roches volcaniques du Paléozoïque et à des intrusions de granitoïdes du Trias au Jurassique moyen,,. Une fine zone de transition composée d'une ceinture d'ophiolites est le témoin de l'obduction d'une portion de lithosphère océanique au niveau de la faille de Vanch-Akbaital. Au sud, la partie centrale du Pamir est recouverte par une vaste nappe de charriage formée de sédiments du Paléozoïque et du Mésozoïque déposés sur le plateau continental de l'ancienne Téthys, avec des traces de roches volcaniques du Miocène. Ces roches sont fortement déformées par l'orogenèse alpine du Cénozoïque,,. Quelques fenêtres présentent des schistes faiblement métamorphisés de la fin du Précambrien et des alternances de strates sédimentaires, principalement marines mais aussi de bauxites d'origine volcanique, du milieu du Paléozoïque au Crétacé supérieur. Ces roches autochtones ont connu des intrusions de granitoïdes du Paléogène et du Néogène qui ont pu favoriser un métamorphisme local. La région du chaînon Rushan et du col de Pereval Pshart est constituée de strates terrigènes du Paléozoïque supérieur, basculées et disloquées vers le nord. Elles contiennent de la diabase et de la spilite, ainsi que des intrusions de granitoïdes datant du Jurassique à l'Éocène, liées à l'orogenèse alpine. Elle est géologiquement proche du sud-est du massif, vaste synclinorium complexe, également composé d'épais dépôts marins terrigènes et d'inclusions de granitoïdes, auxquels s'ajoutent des flyschs du Trias et du Jurassique ainsi que des grès, des conglomérats et des tufs du Crétacé au Miocène,,,. Enfin, le sud-ouest du massif, isolé par la faille de Hunt-Alitshur, est constitué de schistes, de gneiss et de marbres du Précambrien qui ont été peu affectés par les phases orogéniques successives, à l'exception, là encore, des intrusions de granitoïdes du Crétacé et de l'Oligocène au Néogène,.

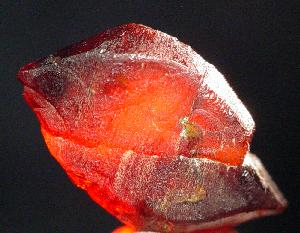
Vue d'un échantillon de clinohumite du Badakhchan.

L'émission de magma en surface et le métamorphisme ont favorisé l'apparition de cristaux, de métaux rares, de mercure, de bore, de fluorine, de calcite, de lazurite, de spinelle et d'or,. Découverte en 1876 sous forme non gemmifère au Vésuve par Alfred Des Cloizeaux, de la clinohumite a été découverte en dépôts exploitables en 1983, le seul dépôt connu jusqu'à la mise au jour en 2000 d'un deuxième gisement dans le district dolgano-nénètse du Taïmyr, en Sibérie, puis en 2005 d'un troisième dans les monts Mahenge en Tanzanie,.

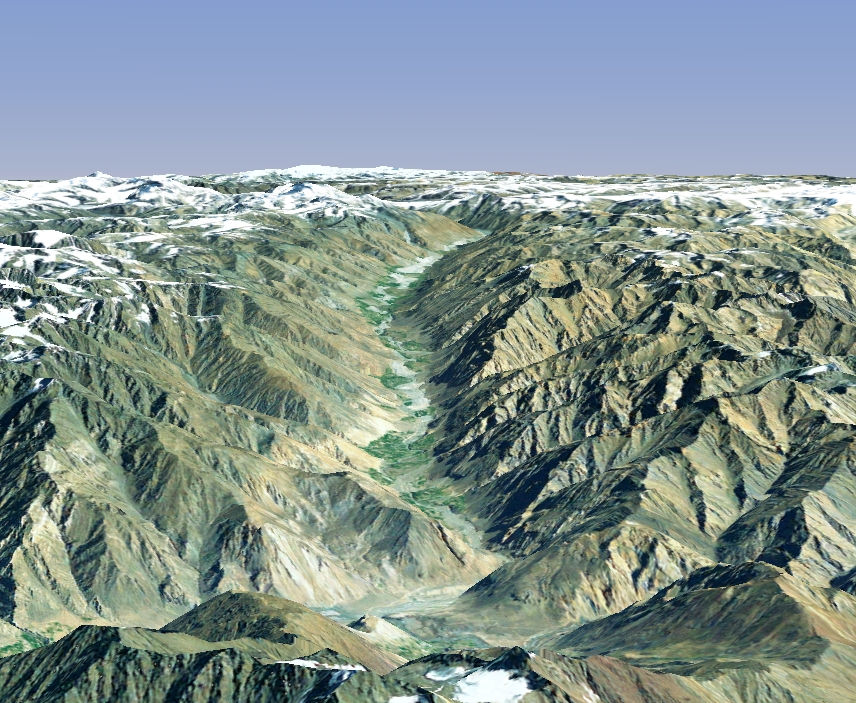
Image de synthèse représentant la vallée du Vanch, fortement érodée.

La formation des pamirs, dans la partie occidentale du massif, commence au Miocène sous un régime continental et par l'effet de l'érosion fluviale, à partir de la marge puis en s'étendant vers l'est. De ce fait, les vallées sont fortement entaillées à l'ouest, moins profondes au centre du Pamir et pratiquement absentes dans la partie orientale. Le Pamir s'est élevé à un rythme moyen de 2,5 à 3 millimètres par an au cours du dernier million d'années. Cette dynamique se poursuit avec des mesures atteignant 15 millimètres par an dans le chaînon Pierre Ier. Il est parfois décrit comme la zone la plus sismique au monde, avec notamment deux tremblements de terre d'une magnitude supérieure à 7 dans la première moitié du XXe siècle, à Sarez en 1911 et Khait en 1949, chaque fois accompagnés de glissements de terrain,.

### Climat
La partie occidentale du Pamir est soumise à un climat continental, avec des étés tempérés et secs et des hivers longs et froids. Sa partie orientale est aride, avec un taux d'humidité parfois inférieur à 10 %, souvent glaciale, soumise à un intense ensoleillement et à des vents violents,,,,. Situé en zone subtropicale, il est soumis en été à des masses d'air tropicales alors que, à partir d'octobre, une dépression se met en place à l'ouest du massif, qui perdure jusqu'en avril, et apporte des précipitations sur les piémonts occidentaux et retient les masses d'air froid à l'est.

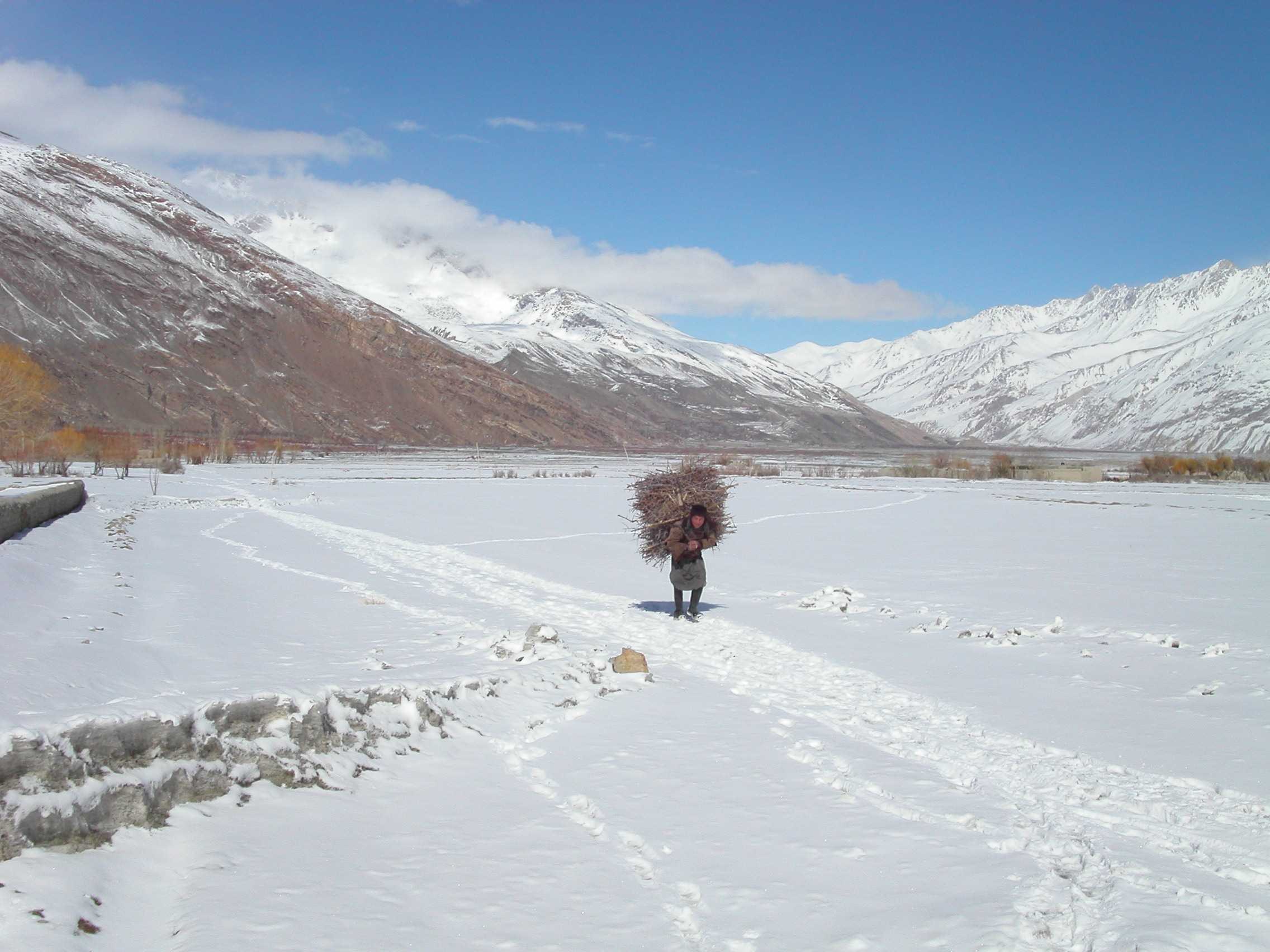
Vue d'un vieil homme wakhi au retour de sa collecte de bois au début de l'automne dans le corridor du Wakhan.

Sur l'ensemble du massif, les températures moyennes annuelles varient entre 0 et −8 °C et entre 2 et 10 °C durant la période estivale. À l'est en particulier, la température moyenne en janvier est de −17,8 °C à 3 600 mètres d'altitude et descend fréquemment jusqu'à −50 °C en hiver. Elle a déjà atteint −63 °C au lac Bulun-Kul, vers 4 000 mètres d'altitude, un record national pour le Tadjikistan,,. De ce fait, un pergélisol est présent dans les vallées de Murghab et Oksu ou encore dans la dépression du lac Kara-Kul, où il peut atteindre 80 centimètres à un mètre,. L'été, l'amplitude est parfois supérieure à 25 °C avec des gelées la nuit,, et rarement plus de 20 °C en journée. La température moyenne en juillet est de 13,9 °C à 3 640 mètres d'altitude et seulement 8,2 °C au lac Kara-Kul à 3 960 mètres,. Les records d'amplitude en 24 heures atteignent 60 °C. À l'ouest, à 2 160 mètres d'altitude, la température moyenne est de −7,4 °C en janvier contre 22,5 °C en juillet,. Les températures sont supérieures à 5 °C pendant 223 jours à Khorog et seulement 140 jours à Murghab.
L'ouest du massif reçoit généralement de 90 à 260 millimètres de précipitations par an, avec un pic en mars et avril et un minimum en été, alors qu'elles sont comprises entre 60 et 120 millimètres à l'est, avec un maximum légèrement influencé par la mousson en mai et juin et un creux en août,. Ainsi, entre juillet et septembre, le lac Kara-Kul reçoit en moyenne 4,8 millimètres de précipitations. En périphérie du massif, Garm, sur le cours moyen du Vakhch, à 1 800 mètres d'altitude au nord du chaînon Pierre Ier, reçoit 700 millimètres par an tandis qu'aux alentours de 3 000 mètres d'altitude, les précipitations peuvent atteindre localement 1 000 millimètres dans l'ouest du Pamir. Elles se traduisent sur les sommets par d'importantes quantités de neige, si bien que la station météorologique permanente du glacier Fedtchenko, à 4 169 mètres d'altitude, enregistre fréquemment des épaisseurs cumulées de vingt-cinq mètres,. De ce fait, et grâce aux nombreux jours de brouillard ou de nuages bas qui limitent la sublimation de la neige, l'étage des neiges éternelles, situé par exemple à 4 800 mètres d'altitude dans les piémonts occidentaux et à 5 500 mètres dans le chaînon de l'Académie des Sciences, est le plus élevé au monde. Vladimir Ratzek rapporte avoir vu une avalanche se vaporiser avant même de retomber au sol et, malgré une importante chute de neige, un sol redevenir sec en seulement deux heures après la réapparition du soleil, par sublimation.

### Faune et flore
Le massif, au sein de l'Asie centrale, fait partie de l'écozone paléarctique. L'écorégion de la toundra et désert d'altitude du Pamir définit son écosystème dans le biome des prairies et broussailles de montagnes qui le caractérise. Malgré les conditions climatiques extrêmes, le massif abrite une faune diversifiée tandis que la flore est plus pauvre.

#### Flore

Carte des biomes du Pamir.

Les précipitations annuelles soutiennent des prairies mais peu d'arbres. Une ceinture forestière est présente presque exclusivement dans les piémonts occidentaux du massif, sur le versant ouest des montagnes, entre 1 500 et 2 800 mètres d'altitude. Elle se compose d'érables, de noyers, de pruniers et pommiers sauvages, de genévriers, de rhododendrons et de bouleaux ; aucun pin ni épicéa n'est naturellement présent. Le long des rivières, des saules, des nerpruns, des peupliers, des bouleaux et des aubépines forment des fourrés (localement tugai). L'étage subalpin survient entre 2 700 et 3 500 mètres ; s'il présente quelques arbustes épars souvent sous forme naine, notamment des genévriers de l'espèce Juniperus pseudosabina qui résistent bien à l'altitude, les pelouses alpines dominent,. On y trouve Saponaria griffithiana, Arabis kokanika, Christolea pamirica, Didymophysa fedtschenkoana, Rosularia radicosa, Astragalus ophiocarpus, Braya scharnhorstii, Oxytropis bella, Astragalus alitschuri, Rhamnus minuta, Hackelia testimudi ou encore Cousinia rava. Il laisse place jusqu'à 4 400 mètres d'altitude à l'étage alpin et ses herbes rases à base de fétuques et Stipa sp.,. Au-dessus de 3 800 mètres, les plantes doivent posséder des capacités psychrophiles. Au-delà de 4 500 mètres se trouve l'étage nival avec une végétation naine éparse voire absente.
Dans la partie orientale du massif, le paysage dominant est désertique et rocheux. Aux altitudes les plus basses se développent des espèces halophiles telles des salicornes (Salicornia sp.), Saussurea salsa et Polygonum sibiricum. Dans les rares vallées humides, les cypéracées, les scrophulariacées et les rosacées forment des prairies,. Dans les steppes ouvertes intermédiaires, la flore se résume généralement à des plantes succulentes et à des plantes en coussin des genres Acantholimon et Oxytropis ; la tanaisie commune (Tanacetum vulgare) est également présente, tout comme l'absinthe (Artemisia absinthium), des astragales (Astragalus sp.) et des aulx (Allium sp.),. Des espèces d'iris et de pâturins poussent dans les hautes steppes d'herbes rases. Les autres plantes rencontrées dans cette partie du massif sont d'influence tibétaine : Krascheninnikovia ceratoides, Eurotia prostrata, Acantholimon diapensioides, Tanacetum gracile, Tanacetum xylorhizum, Tanacetum tibeticum, Carex pseudofoetida, Kobresia sp., Juncus thomsonii, Thylacospermum caespitosum, Christolea crassifolia, Oxytropis chiliophylla, Nepeta longibracteata, Dracocephalum heterophyllum et Pedicularis cheilanthifolia.
Les quelques lacs abritent des macrophytes : Potamogeton, Chara, Ceratophyllum, Myriophyllum et Bacillariophyta.

#### Faune
Parmi les mammifères se trouvent le yanghir (Capra ibex sibirica), le loup (Canis lupus), le Renard roux (Vulpes vulpes), le lynx (Lynx lynx), le Chat de Pallas (Otocolobus manul), la fouine (Martes foina), la Belette de montagne (Mustela altaica), l'hermine (M. erminea), le Lièvre de Tolai (Lepus tolai), l'Ours Isabelle (Ursus arctos isabellinus), le markhor (Capra falconeri, localement kiik) et l'once (Uncia uncia) dans la partie occidentale, alors que la Marmotte à longue queue (Marmota caudata), le Lièvre laineux (Lepus oiostolus), le Pika à larges oreilles (Ochotona macrotis), le yak (Bos grunniens), l'Argali de Marco Polo (Ovis ammon polii, localement ar-khar), sous-espèce endémique du Pamir, sont dans la partie orientale. L'once et l'Argali de Marco Polo sont menacés de disparition,,,,,. D'autres mammifères carnivores sont présents : le Chacal doré (Canis aureus), le dhole (Cuon alpinus), le Renard des steppes (Vulpes corsac), le Chat sauvage (Felis silvestris), la Loutre d'Europe (Lutra lutra), le Blaireau européen (Meles meles), le Putois des steppes (Mustela eversmannii), la belette (M. nivalis), le Vison de Sibérie (M. sibirica), le Putois marbré (Vormela peregusna) et l'Ours noir d'Asie (Ursus thibetanus). Le sanglier (Sus scrofa), le Cerf élaphe (Cervus elaphus), le Chevreuil d'Asie (Capreolus pygargus), la Gazelle à goitre (Gazella subgutturosa), le Grand bharal (Pseudois nayaur) et le kiang (Equus kiang) complètent les grands mammifères. Les insectivores sont représentés par le Hérisson oreillard (Hemiechinus auritus), le Hérisson de Brandt (Paraechinus hypomelas), le Crocidure gris-pâle (Crocidura pergrisea), le Crocidure sombre (C. pullata), le Crocidure des jardins (C. suaveolens), le Pachyure étrusque (Suncus etruscus), l'espèce endémique de Musaraigne à dents longues (Sorex buchariensis), la Musaraigne pygmée (S. minutus) et la Musaraigne à tête plate (S. planiceps). De nombreux rongeurs ont encore été recensés : la Marmotte de l'Himalaya (Marmota himalayana), le Souslik relique (Spermophilus relictus), la Gerboise de Sibérie (Allactaga sibirica), le Salpingote de Kozlov (Salpingotus kozlovi), la Gerboise à pattes rugueuses (Dipus sagitta), le Campagnol des montagnes argenté (Alticola argentatus), le Campagnol du Bucharian (Blanfordimys bucharicus), le Rat-taupe des monts Alaï (Ellobius alaicus), le Rat-taupe de Zaysan endémique (E. tancrei), le Campagnol des hauteurs (Microtus gregalis), le Campagnol du Kirghizistan (M. kirgisorum), le Campagnol des genévriers (Neodon juldaschi), le Hamster gris (Cricetulus migratorius), le Mérione à queue rouge (Meriones libycus), le Mérione du Sud (Meriones meridianus), le Mulot pygmée (Apodemus uralensis), le Mulot des champs de l'Himalaya (Apodemus pallipes), le Rat à queue courte (Nesokia indica), le Rat du Turkestan (Rattus pyctoris), le Lérotin commun (Dryomys nitedula) et le Porc-épic indien (Hystrix indica). Ils sont complétés par trois espèces supplémentaires de lagomorphes, à savoir le Pika de Royle (Ochotona roylei), le Pika roux (O. rutila) et le Lièvre du désert (Lepus tibetanus). Enfin, les chauves-souris sont un ordre majeur dont dépendent le Grand rhinolophe (Rhinolophus ferrumequinum), le Petit rhinolophe (R. hipposideros), l'Oreillard d'Hemprich (Otonycteris hemprichii), la Barbastelle d'Asie (Barbastella leucomelas), la Sérotine de Botta (Eptesicus bottae), la Sérotine commune (Eptesicus serotinus), le Vespertilion à moustaches du Népal (Myotis nipalensis), le Petit murin méridional (M. oxygnathus), le Petit murin (M. blythii), le Murin à oreilles échancrées (M. emarginatus), le Vespertilion fraternel (M. frater), le Murin à moustaches (M. mystacinus), la Noctule commune (Nyctalus noctula), la Pipistrelle commune (Pipistrellus pipistrellus), le Vespère de Savi (Hypsugo savii), l'Oreillard commun (Plecotus auritus), l'Oreillard gris (P. austriacus), la Sérotine bicolore (Vespertilio murinus), le Murin de Hutton (Murina huttoni), le Minioptère de Schreibers (Miniopterus schreibersii) et le Molosse de Cestoni (Tadarida teniotis).

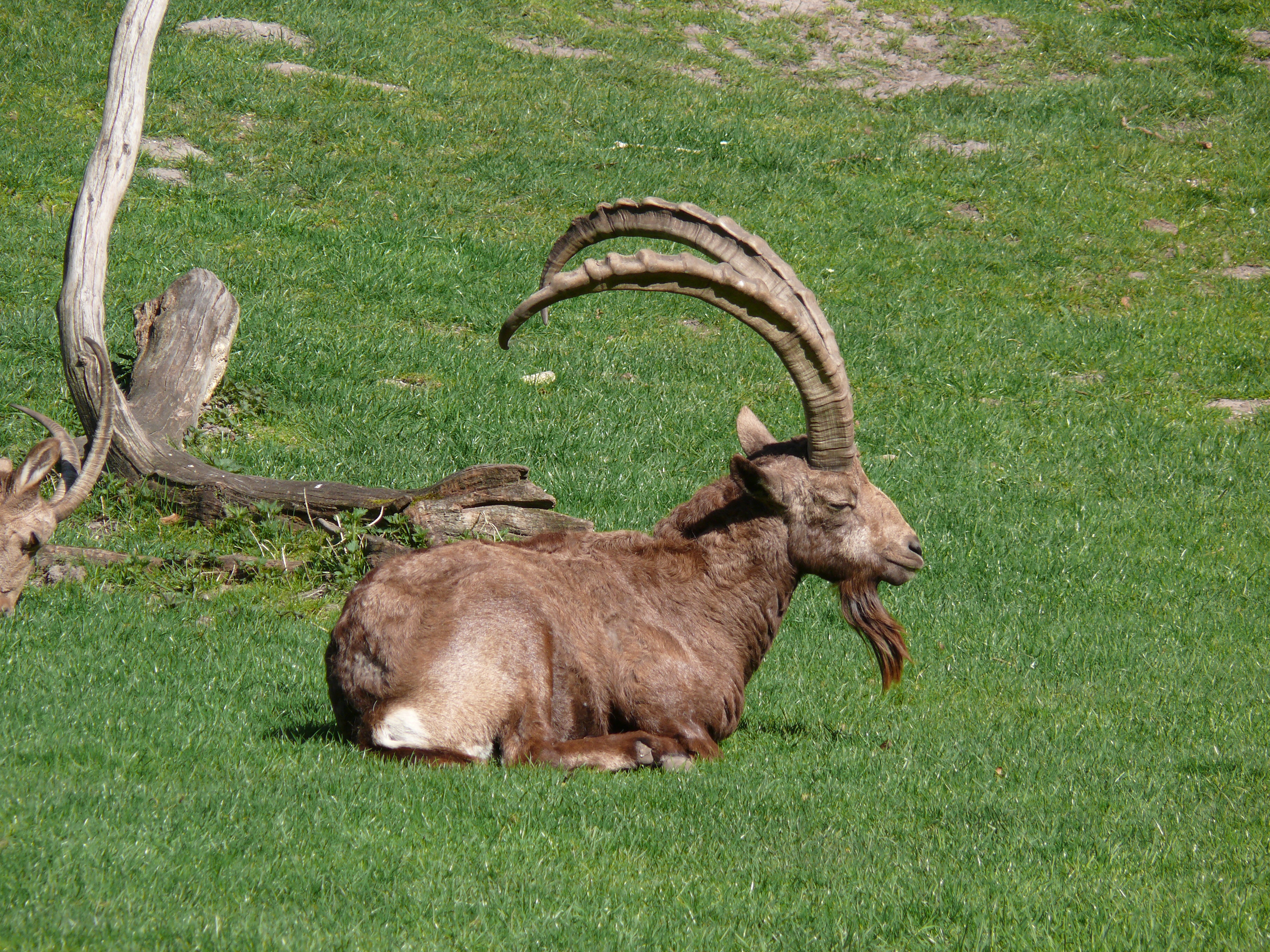
Yanghir.
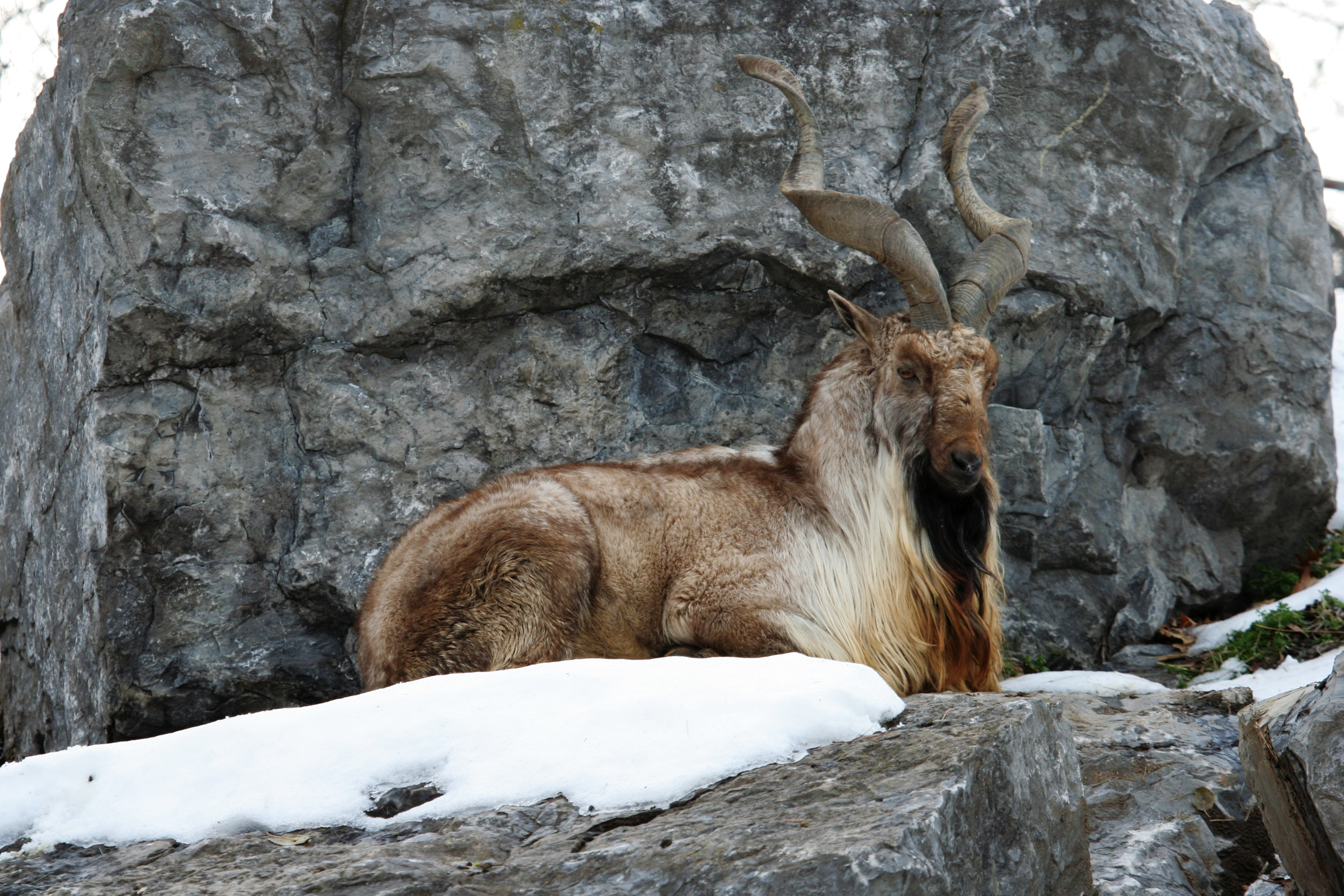
Markhor.
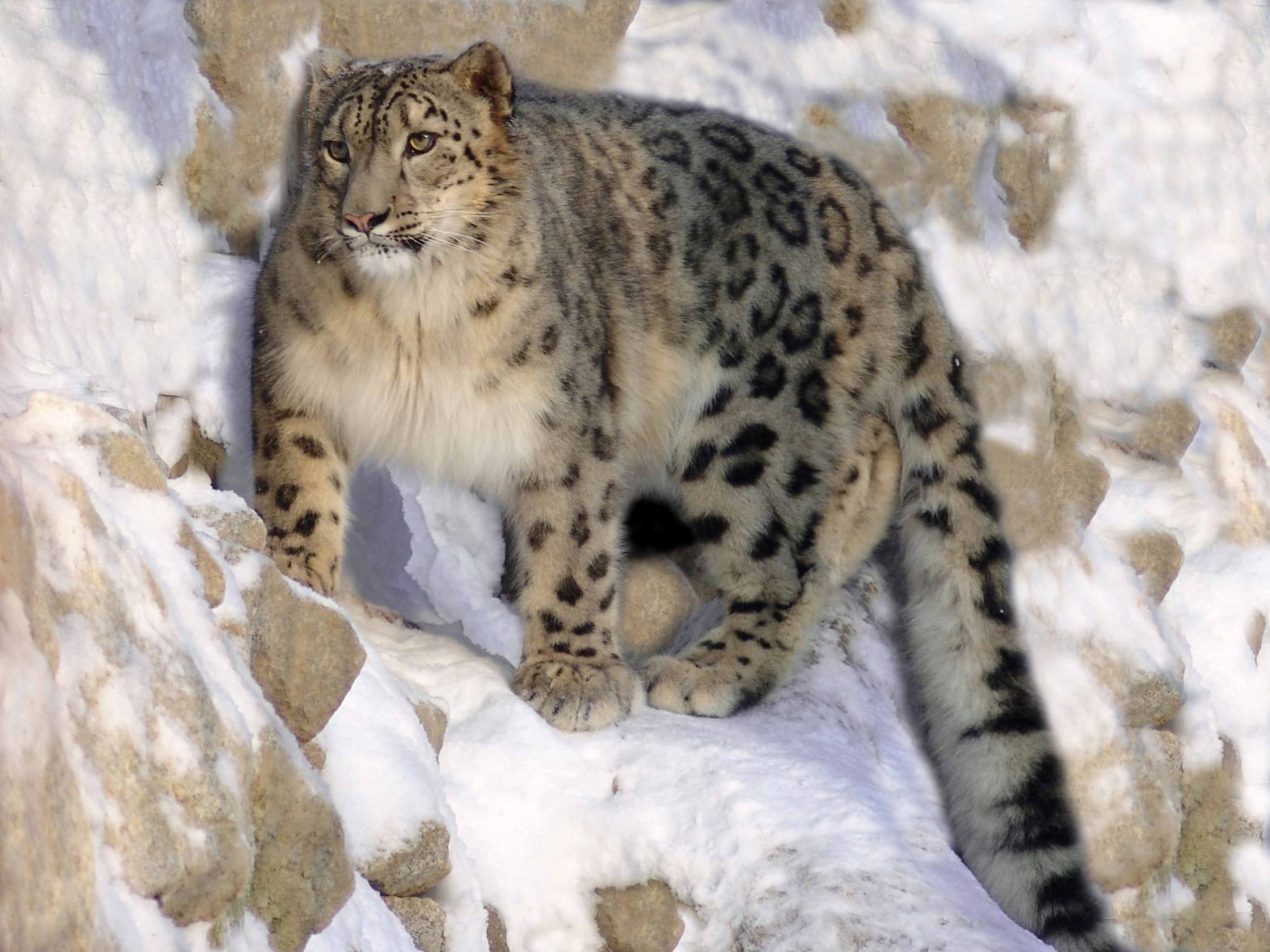
Once.
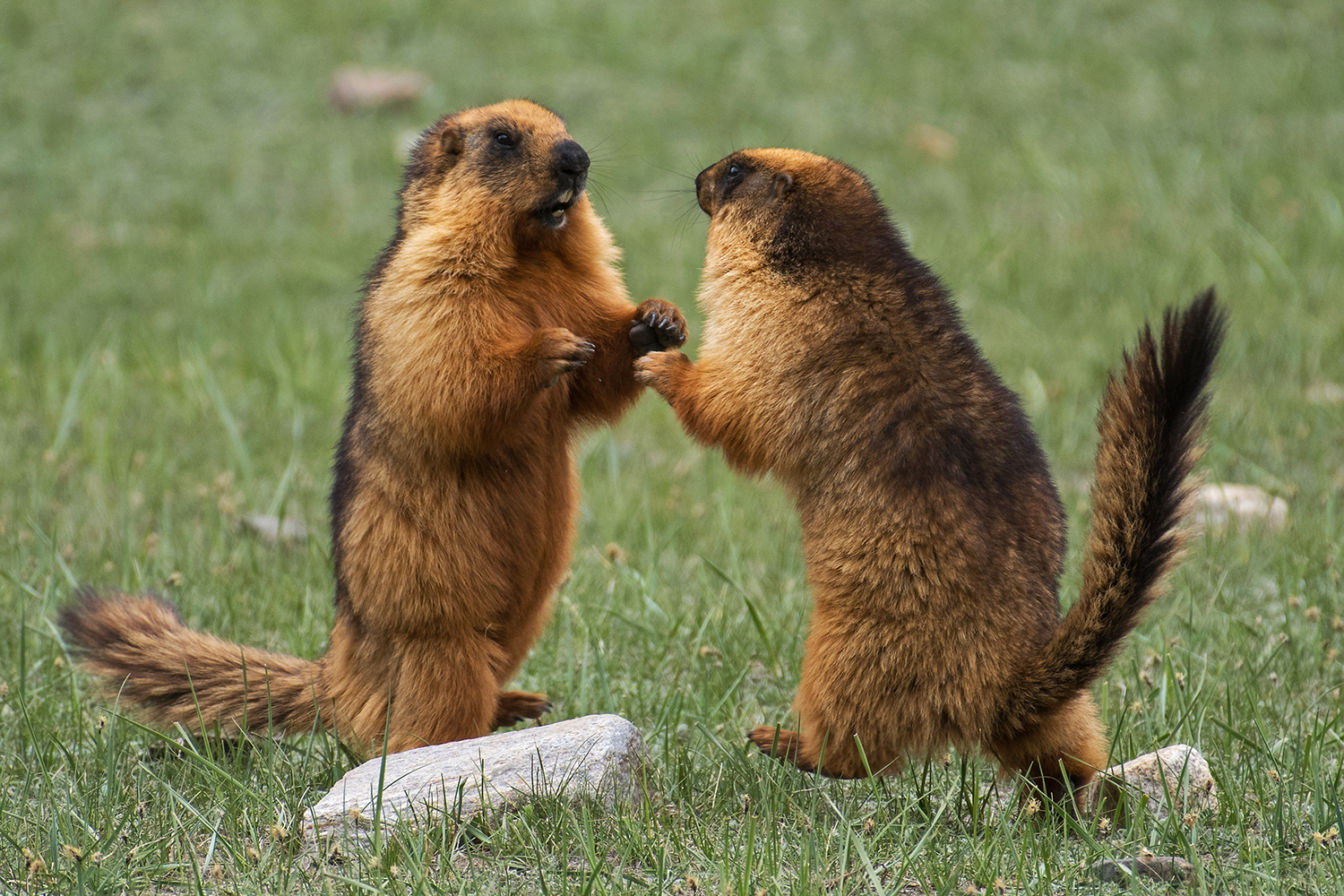
Marmotte à longue queue.
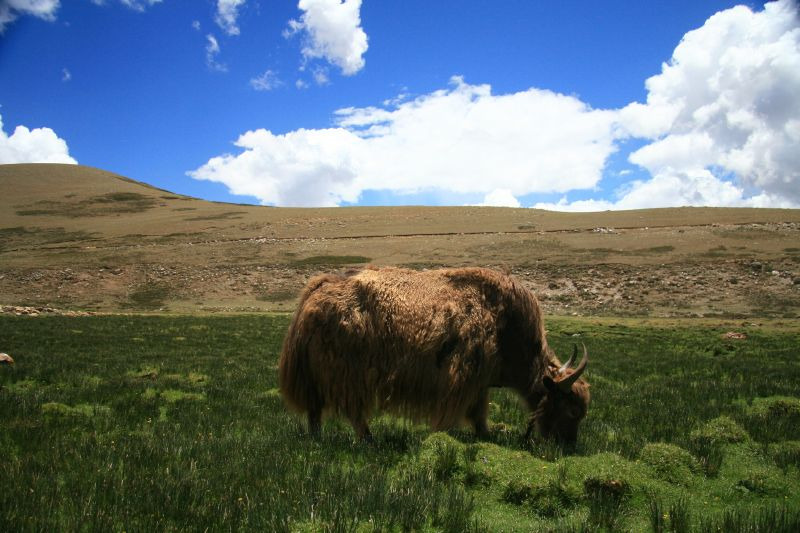
Yak.
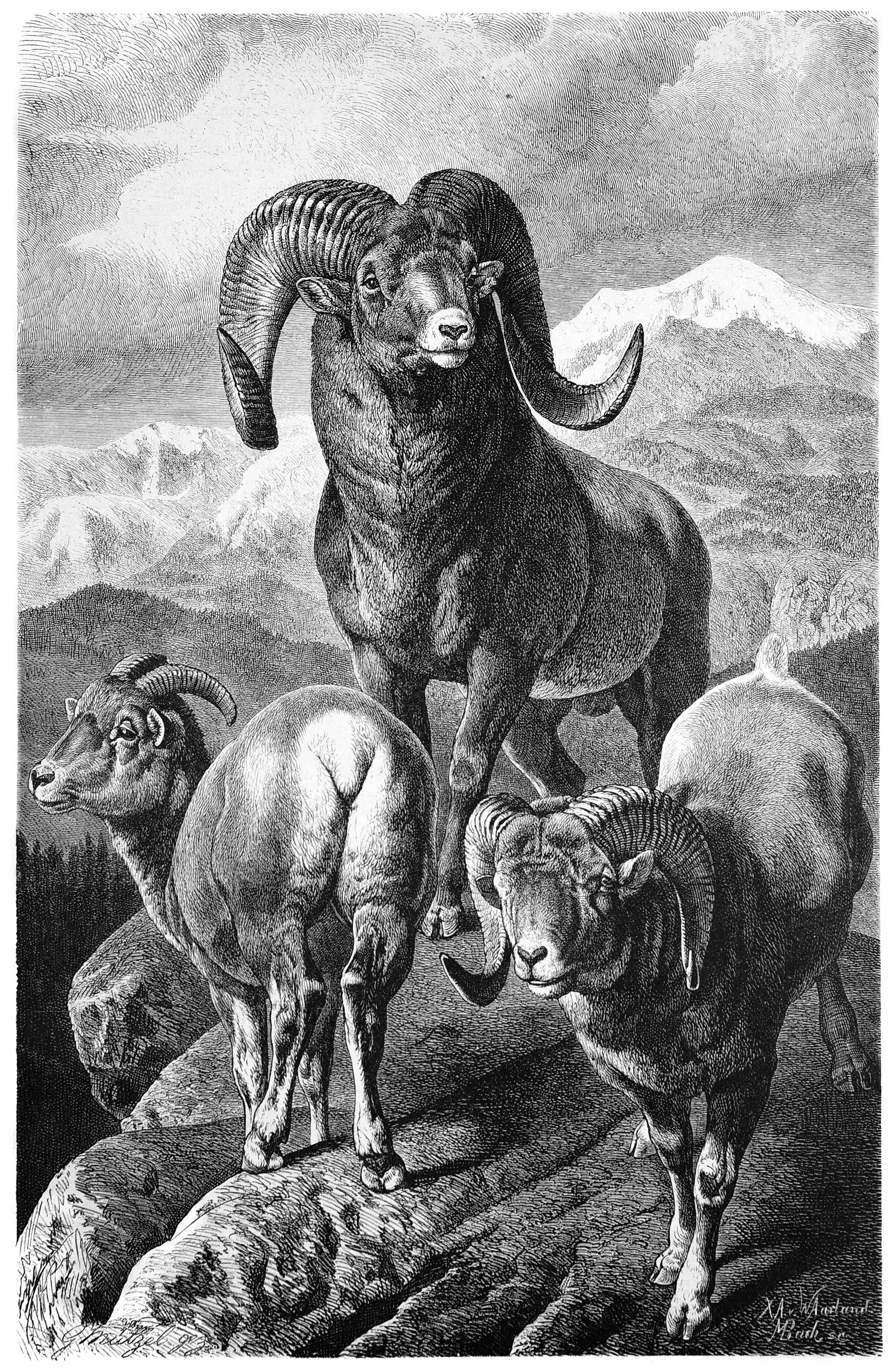
Argali de Marco Polo.

Parmi les oiseaux figurent dans la partie orientale du massif la Perdrix de Hodgson (Perdix hodgsoniae), le Syrrhapte du Tibet (Syrrhaptes tibetanus), le Bec-d'ibis tibétain (Ibidorhyncha struthersii), le Grand Corbeau tibétain (Corvus corax tibetanus), l'Alouette hausse-col (Eremophila alpestris) et le Vautour de l'Himalaya (Gyps himalayensis) ; la Mouette du Tibet (Larus brunnicephalus) et l'Oie à tête barrée (Anser indicus) nichent également près des lacs à près de 4 000 mètres d'altitude alors que le Tétraogalle du Tibet (Tetraogallus tibetanus) préfère les versants rocheux ; le Choucas des tours (Corvus monedula) et la Niverolle alpine (Montifringilla nivalis) ont été aperçus jusqu'à 6 000 mètres d'altitude. Dans la partie occidentale sont présents le Loriot indien (Oriolus kundoo), le Tétraogalle de l'Himalaya (Tetraogallus himalayensis), la Perdrix bartavelle (Alectoris graeca), la Pie-grièche brune (Lanius cristatus) et le Gobe-mouche de paradis indien (Terpsiphone paradisi). En dehors de celles-ci, le Fonds mondial pour la nature recense 220 espèces d'oiseaux dont, parmi les plus vulnérables ou préoccupantes, le Fuligule nyroca (Aythya nyroca), le Pygargue de Pallas (Haliaeetus leucoryphus), le Vautour moine (Aegypius monachus), le Faucon sacre (Falco cherrug), l'Outarde canepetière (Tetrax tetrax), la Grande Outarde (Otis tarda), le Pigeon d'Eversmann (Columba eversmanni), le Rollier d'Europe (Coracias garrulus), le Podoce de Biddulph (Podoces biddulphi) et la Bouscarle à long bec (Locustella major).

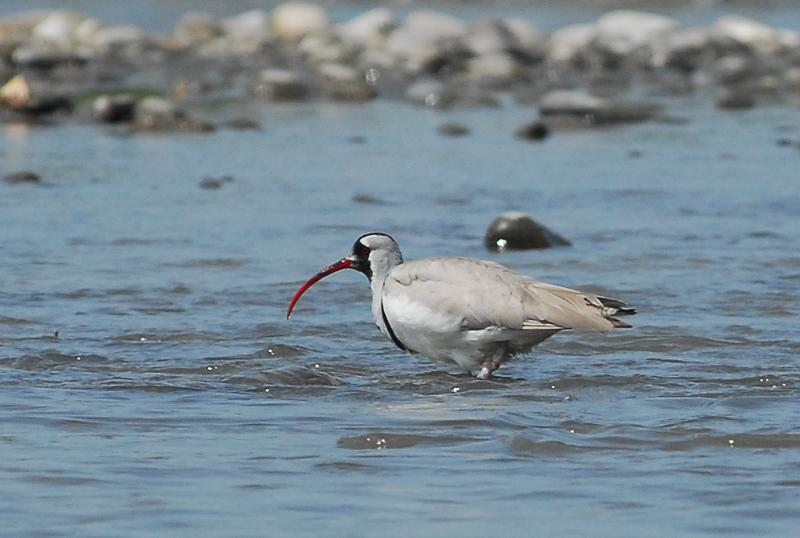
Bec-d'ibis tibétain.
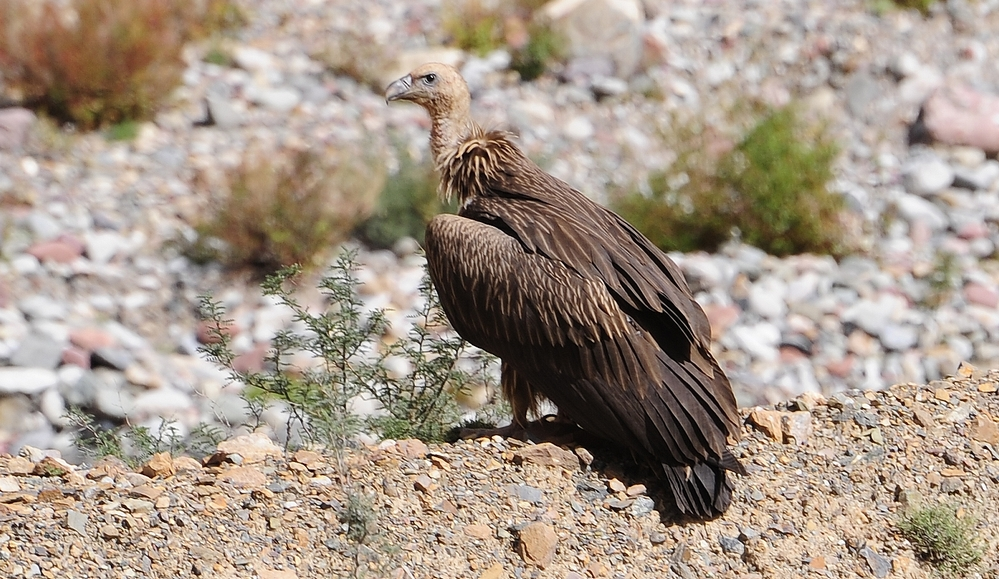
Vautour de l'Himalaya.
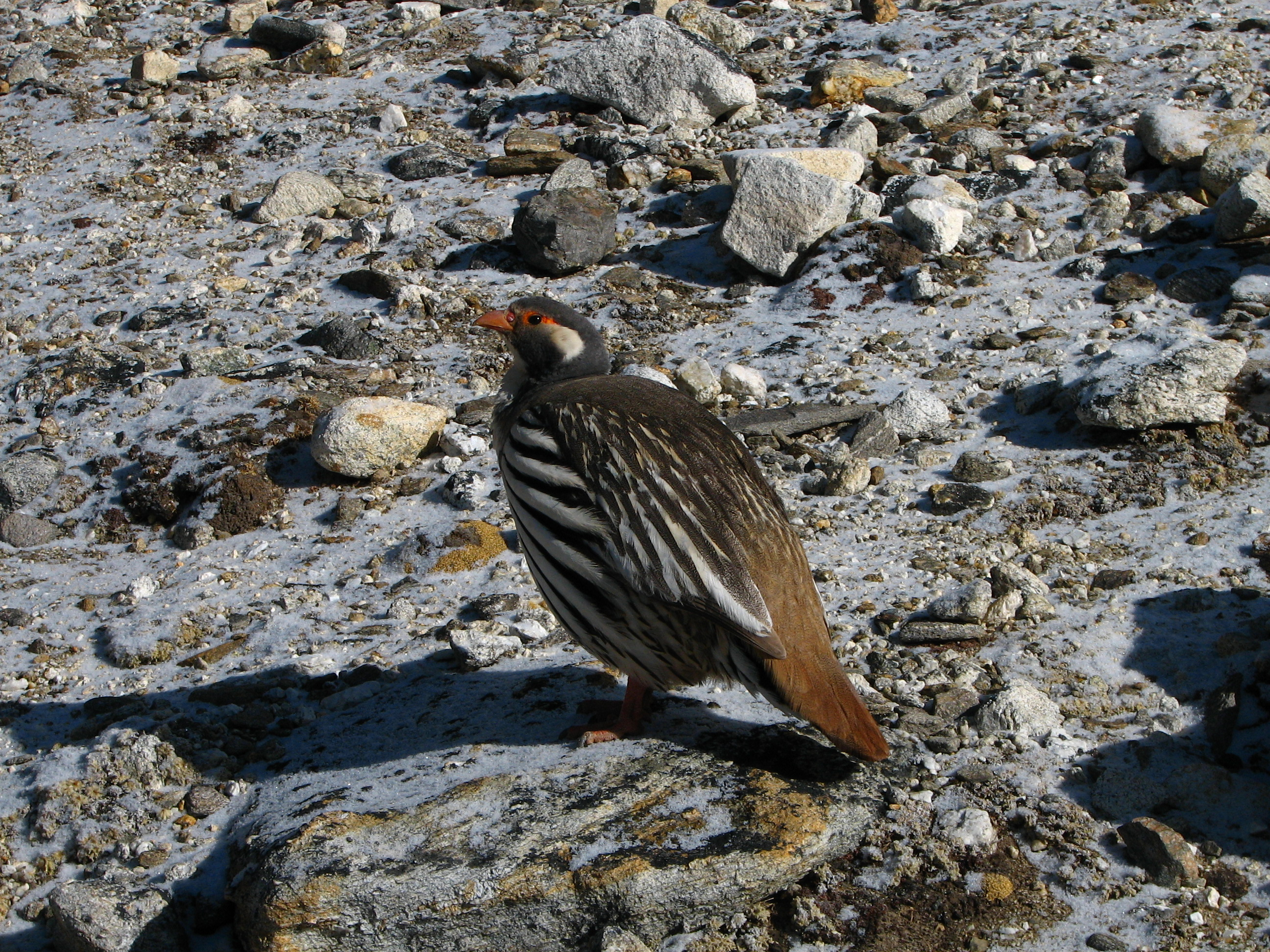
Tétraogalle du Tibet.
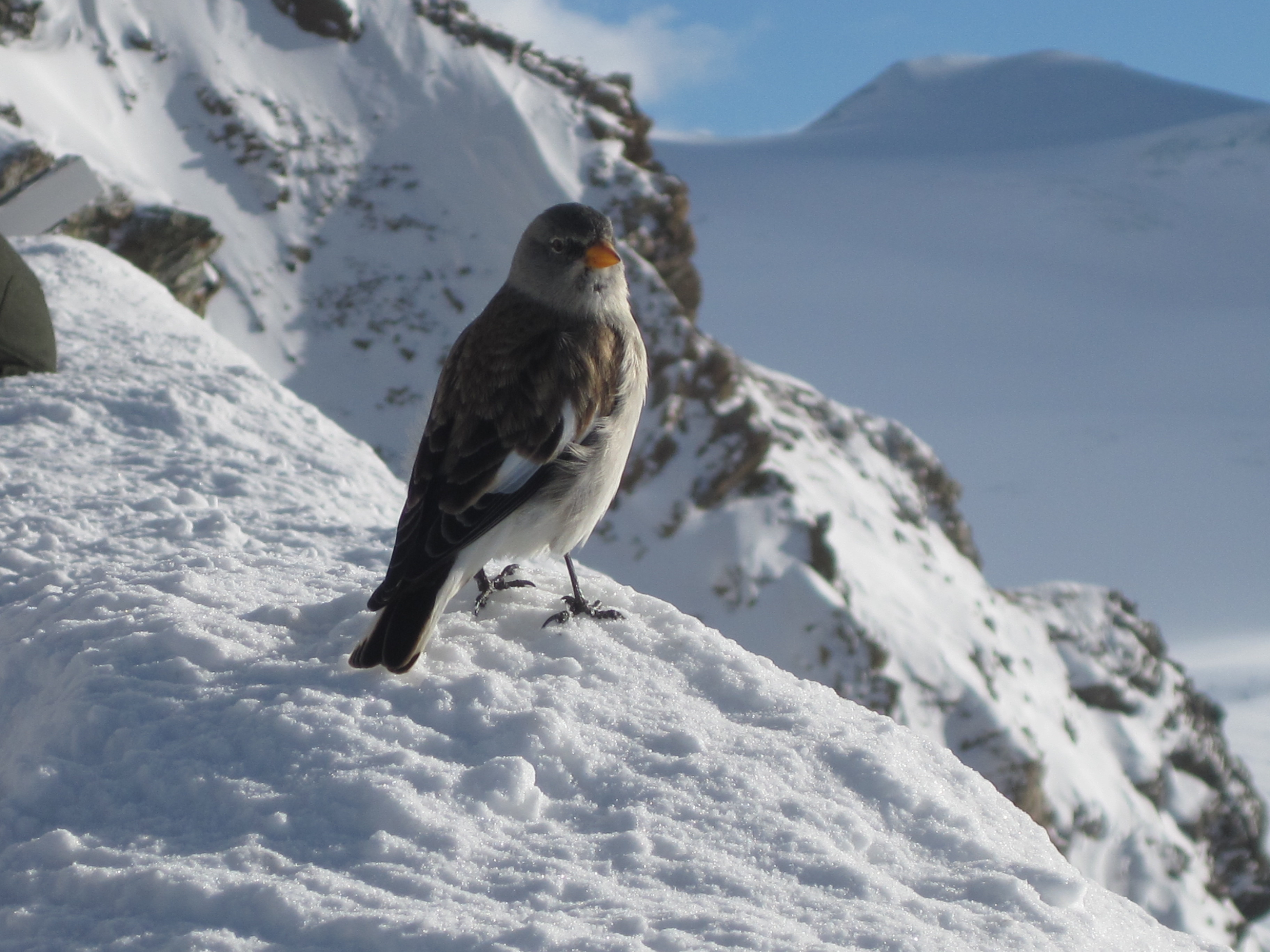
Niverolle alpine.
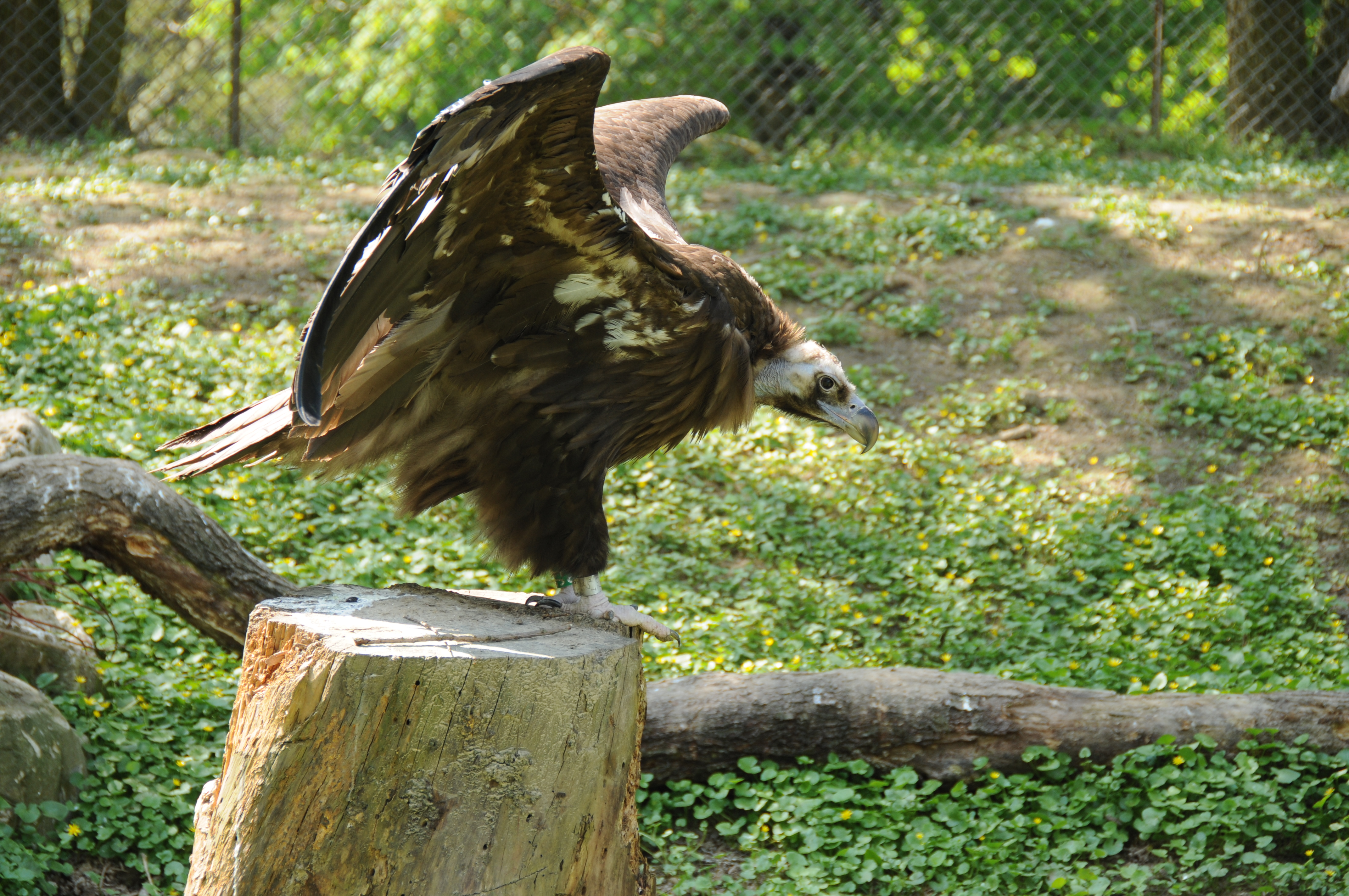
Vautour moine.
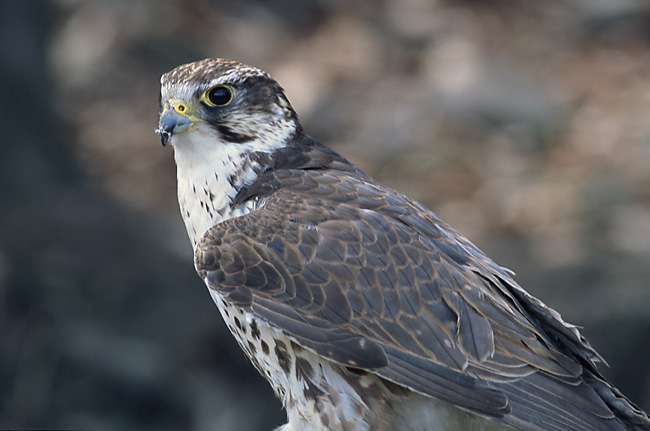
Faucon sacre.

Plusieurs espèces de reptiles ont été identifiées, toutes de l'ordre des squamates, à savoir Laudakia himalayana, Hemorrhois ravergieri, Elaphe dione, Natrix tessellata ou Couleuvre tessellée, Naja oxiana, Eremias nikolskii, Ablepharus deserti, Asymblepharus alaicus, Scincella ladacensis, Gloydius intermedius, Gloydius halys ou encore Macrovipera lebetina.
Quelques amphibiens se rencontrent dans les milieux humides, représentés par Pseudepidalea oblonga, Pseudepidalea viridis plus connu sous le nom de Crapaud vert, ainsi que Hynobius turkestanicus. Les seules espèces de poissons, dans les rivières à l'ouest du massif et dans les lacs, sont Triplophysa stoliczkai, Nemacheilus lacusnigri, endémique du lac Kara-Kul, Schizothorax intermedia, Schizopygopsis stoliczkai ainsi que les espèces allochtones Coregonus peled et Carassius gibelio, introduite en 1967,. Cette dernière se nourrit notamment de mollusques et de crustacés, ainsi que de larves de chironomidés qui peuplent les étendues d'eau. Les cladocères sont représentatifs du zooplancton.
Des papillons non-identifiés ont été aperçus au-delà de 5 700 mètres d'altitude au glacier Vitkovsky, tributaire du glacier Fedtchenko. D'autre part, la présence de Parnassius autocrator, Parnassius charltonius, Parnassius staudingeri, Parnassius kiritshenkoi, Parnassius simo, Parnassius simonius, Parnassius jacquemontii, Parnassius actius, de Colias wiskotti, Colias marcopolo, Colias eogene, Colias cocandica, de Sphingidae sp., de Satyrinae sp., de Nymphalidae sp., de Lycaenidae sp. et d’Hesperiidae sp. a été attestée dans les parties septentrionale et orientale du massif,. Aphodius nigrivittis est une espèce de bousier présente dans les déjections de yaks. Parmi les autres coléoptères se trouvent Bembidion pamirium, Bembidion pamiricola. Conophyma reinigi est une espèce de criquet endémique des plateaux désertiques ; Conophyma birulai, Sphingonotus caerulans, Sphingonotus rubescens, Sphingonotus mecheriae et Sphingonotus pamiricus sont d'autres espèces d'orthoptères présentes dans le Pamir. Anechura fedtshenkoi et Anechura bipunctata sont deux espèces de dermaptères. Odontoscelis fuliginosa, Carpocoris fuscispinus, Mimula maureri, Mimula nigrita, Corizus limbatus, Spilostethus rubriceps, Gonionotus marginepunctatus, Geocoris arenarius, Microplax interrupta, Emblethis verbasci, Stenodema turanicum, Chiloxanthus poloi, Saldula orthochila représentent les hétéroptères. Enfin, une grande quantité d'hyménoptères et de diptères se rencontre dans le massif. La surface des glaciers abrite également des araignées noires dont l'espèce n'a pas été décrite.

### Population

Carte des ethnies de la région du Pamir.

Le nord du Pamir, comme les monts Tian, est peuplé de Kirghizes, un groupe ethnique de langue turcique. Des poches parfois nomades sont également présentes dans le sud-est du massif,,. Ils se distinguent des Kirghizes des plaines sous les appellations Burut, Kara-Kirghiz ou Dikokamenni Kirghiz. Les membres de ces tribus sont des éleveurs de yaks, de moutons et de chèvres.
Des Tadjiks dont la langue est très proche du persan, occupent majoritairement les vallées de l'ouest dans des petits villages épars appelés kishlaks,,, alors qu'une présence russe n'est relevée que dans l'agglomération de Khorog, à 2 200 mètres d'altitude, au sein de la vallée du Piandj qui constitue jusqu'à Rushan la région la plus dense du massif. Ces Tadjiks des montagnes ont généralement le teint clair et prétendent descendre des anciens guerriers du Royaume gréco-bactrien,. Si la plupart des Tadjiks sont musulmans sunnites, les populations du Pamir sont essentiellement des chiites ismaéliens d'obédience nizârite reconnaissant pour imam Aga Khan,,. Des communautés zoroastriennes isolées subsistent aussi dans les montagnes. Les Tadjiks du Pamir sont divisés en six groupes culturellement similaires : les Shugnanis, les Rushanis, les Bartangis, les Yazgouls, les Ishkashimis et les Wakhis. Chaque vallée possède son propre dialecte. Les Shugnanis, les Rushanis et les Bartangis, auxquels s'ajoutent notamment les Sarikolis du xian autonome tadjik de Taxkorgan, sont les seuls à parler des dialectes intelligibles entre eux. Le shugnani est donc utilisé comme langue franque, si bien que des tentatives de normalisation sur la base de l'écriture latine ont été entreprises dans les années 1920-1930, sans succès. Depuis leur reconnaissance en 1989, un travail de transcription en alphabet cyrillique est en cours sur ces langues. En attendant, le tadjik standard des plaines est donc utilisé comme langue littéraire,. Au milieu du XXe siècle, environ 40 000 personnes sont recensées comme parlant une langue du Pamir, chiffre qui monte à près de 100 000 au début des années 1990. En dehors du shugnani, la situation des dialectes du Pamir, certains parlés par à peine 1 000 locuteurs, est considérée comme fragile. En outre, des Tadjiks des montagnes, culturellement similaires à ceux du Pamir mais religieusement et linguistiquement proches de ceux des plaines, peuplent l'ouest du massif, principalement le raion de Darvaz.
Le peuplier est utilisé dans la construction et comme bois de chauffage. La maison typique du Pamir, appelée localement chid, est un marqueur central de la culture du peuple du Pamir. Elle inclut des éléments indo-aryens, notamment zoroastriens. Son architecture repose sur des symboles vieux de 2 500 ans. Les murs sont faits de pierre et de mortier ; le toit est plat et permet de faire sécher du bois et des denrées alimentaires. L'intérieur offre deux pièces, une petite pour les repas en été et pour le repos, qui donne accès à une seconde, plus grande, arrangée selon trois niveaux correspondant aux trois royaumes de la nature (minéral, végétal, animal) et aux trois niveaux de pensée (inanimé, végétatif et cognitif). Elle est supportée par cinq piliers en bois correspondant aux cinq piliers et à cinq membres de la famille d'Ali, liés par syncrétisme à cinq dieux et déesses zoroastriens. Deux poutres relient deux paires de piliers, symbolisant les mondes matériel et spirituel. Plusieurs autres groupes de poutres sont présents, dont six autour du foyer représentant les six prophètes de l'islam ou les six directions de l'univers zoroastrien, et sept autres pour les sept premiers imams ou les sept principaux astres connus (le Soleil, la Lune, Mercure, Vénus, Mars, Jupiter, Saturne) ou encore les sept Amesha Spentas. Au plafond, un oculus fait de quatre carrés de bois concentriques superposés laisse passer la lumière du jour et symbolise les quatre éléments. L'intérieur allie les couleurs rouge et blanc, respectivement sources de la vie et du bien-être.

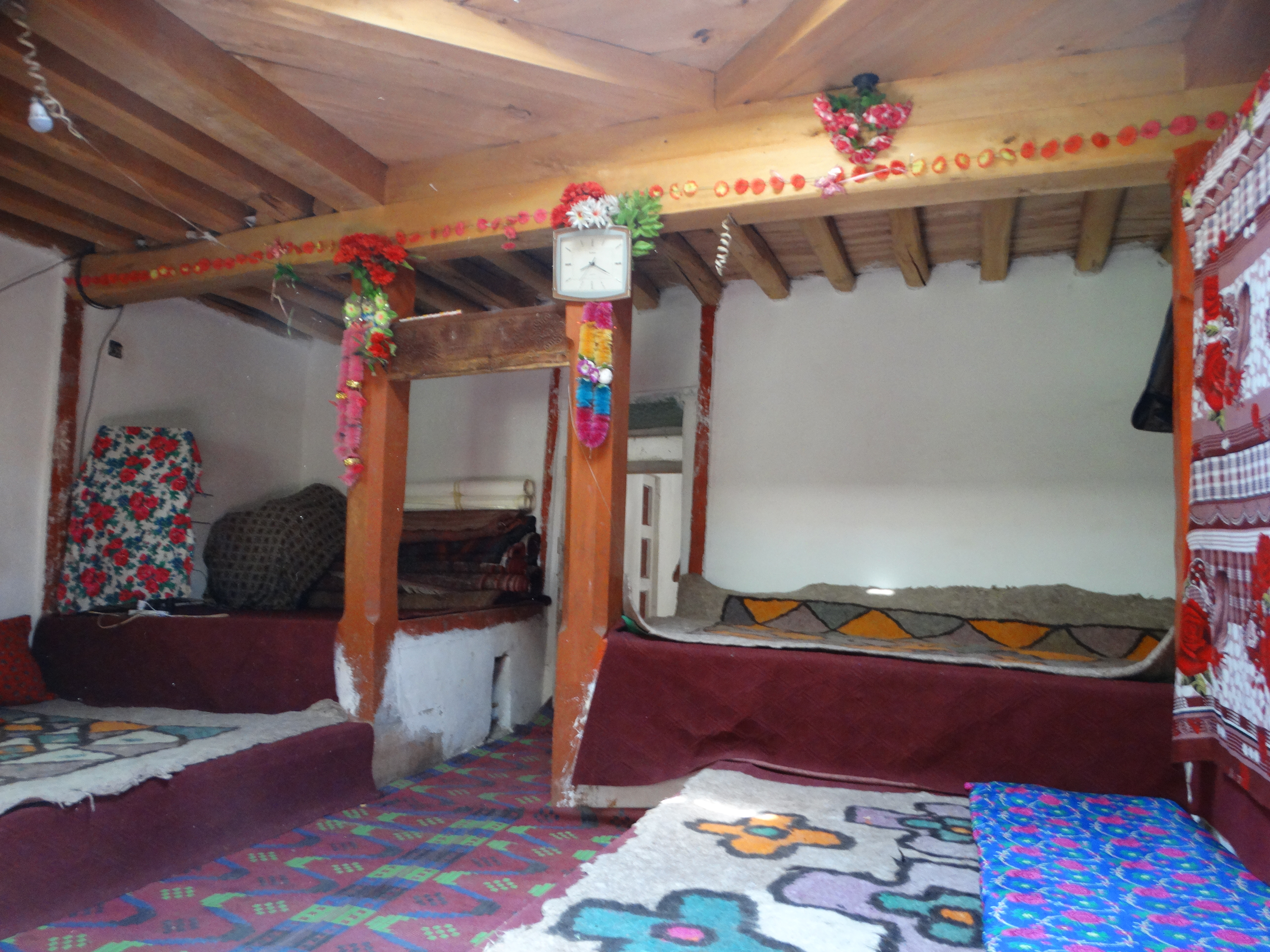
Vue de l'ntérieur d'une maison traditionnelle avec les deux piliers.
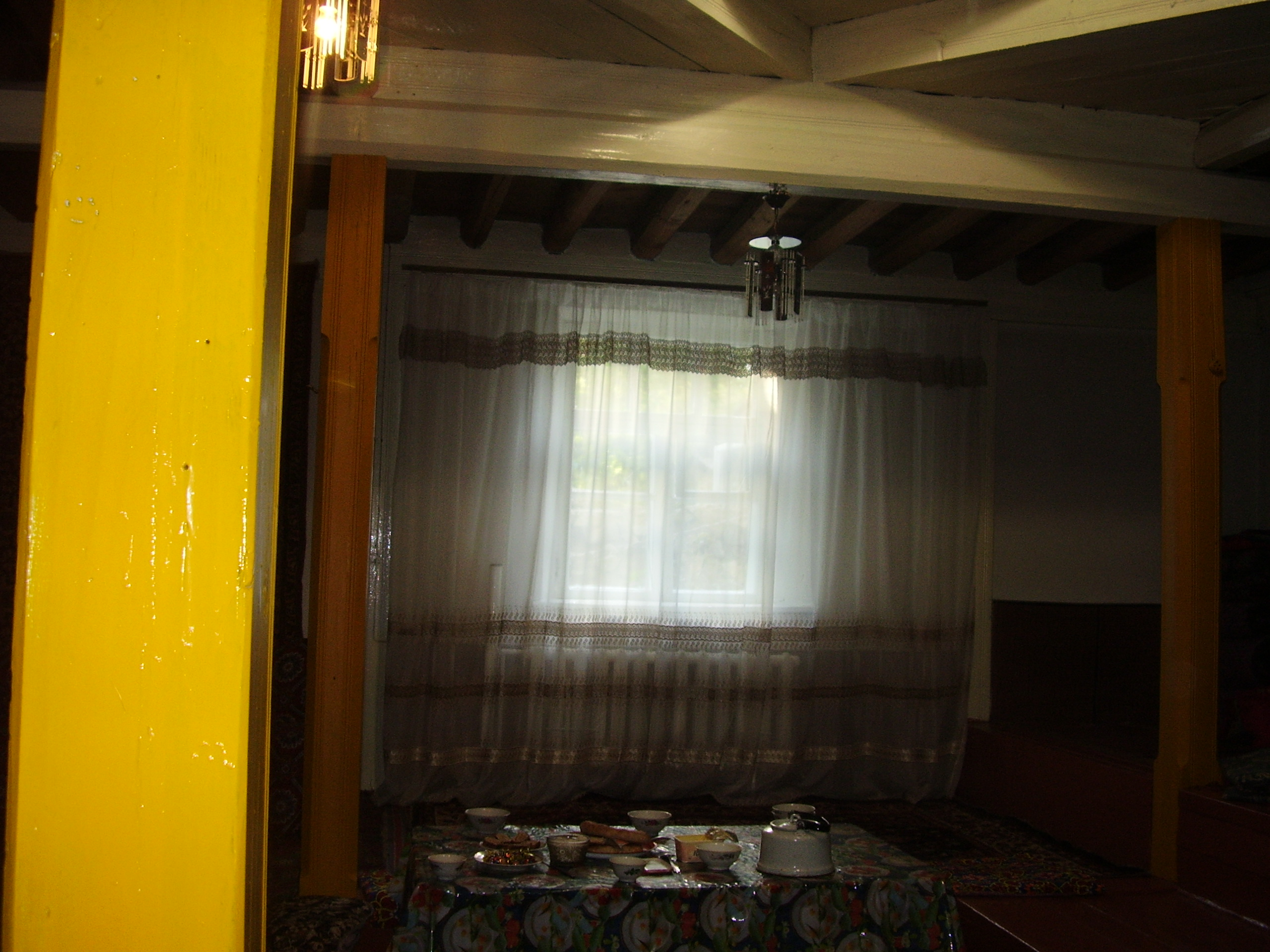
Vue de l'intérieur d'une maison traditionnelle du Pamir.
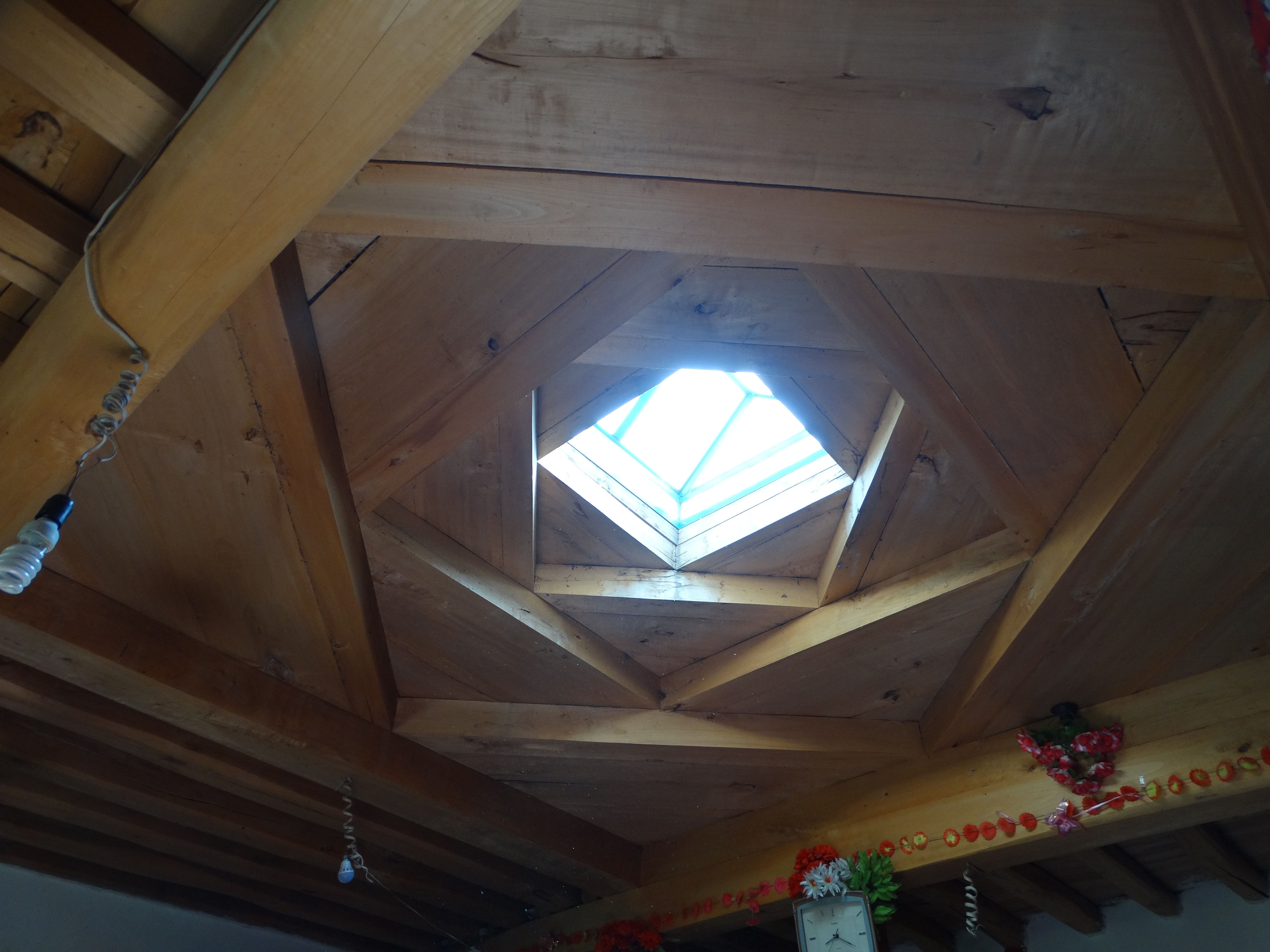
Oculus traditionnel avec quatre carrés concentriques.

L'artisanat, en particulier le tissage, joue un rôle important dans la culture locale, tout comme la danse et la musique traditionnelles, jouées sur des tambûrs, des rubabs, des setors, des dafs. Les bouzkachis sont encore pratiqués dans le district de Murghab. Les Wakhis, qui se nomment entre eux xik, pratiquement la culture céréalière et vivent entre 2 200 et 3 500 mètres d'altitude.

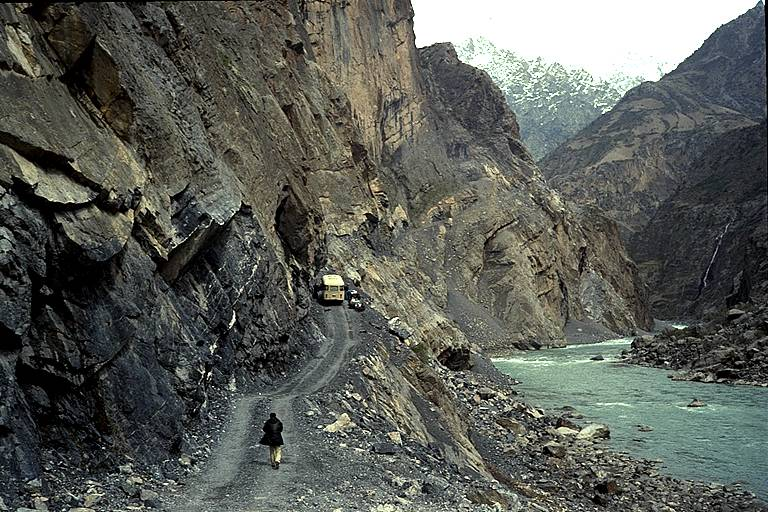
Vue de la route M41 dans les gorges du Piandj.

Plusieurs des plus hautes routes carrossables au monde traversent le Pamir. Parmi celles-ci figure la route du Karakorum, entre la province de Khyber Pakhtunkhwa au Pakistan et la Chine, qui culmine au col de Khunjerab à 4 693 mètres d'altitude. La seconde est la route M41, dont le tronçon est surnommé Pamir Highway (Pamirskii Trakt ou « route du Pamir ») en référence à la précédente, mais également la « route de la drogue », si bien qu'elle n'a été ouverte aux étrangers qu'en 1998 et que les contrôles sont fréquents. Ce tronçon relie Douchanbé au Tadjikistan à Och au Kirghizistan en traversant la région autonome du Haut-Badakhchan et culmine au col Akbaital à 4 655 mètres d'altitude. Cette dernière constitue le principal itinéraire d'approvisionnement de la région. Elle alterne entre Murghab et Khorog les portions de mauvais asphalte et de pistes en relativement bon état. Depuis cette dernière, l'accès au nord en descendant le cours du Piandj et au sud en quittant la M41 vers Ishkashim se fait sur une étroite route renforcée. Les vallées du Yazgoulem, du Vanch et du Shakhdara sont accessibles via des routes en mauvais état. Le col Kulma à 4 362 mètres d'altitude, dans le chaînon Sarikol à la frontière entre la République populaire de Chine et le Tadjikistan, a rouvert en mai 2004 et permet de relier la route du Karakorum à la M41 la seconde quinzaine de chaque mois de mai à novembre.

## Histoire

### Peuplement et ouverture sur le monde

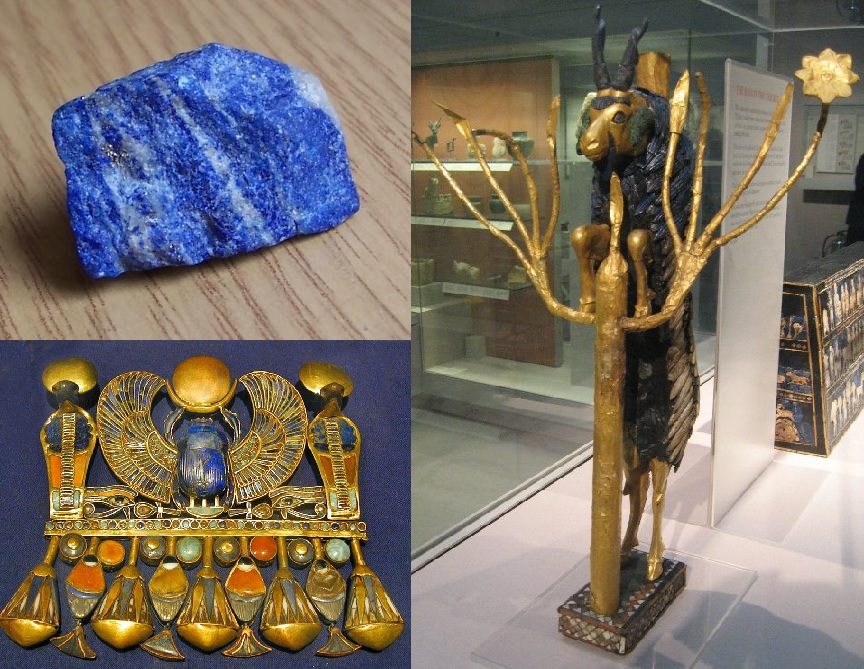
Vues d'un échantillon de lapis-lazuli d'Afghanistan et joailleries de l'Égypte et de la Mésopotamie antiques.

Près de cinquante sites de l'âge de la pierre ont été découverts dans l'est du massif. Plus de 10 000 pétroglyphes et pictogrammes, représentant essentiellement des symboles et des poèmes religieux et des animaux, ont été recensés dans le massif, certains remontant au Paléolithique supérieur. Des traces de charbon de bois issu d'un foyer humain ont été scientifiquement datées dans le Pamir de 9 500 ans. Des représentations pariétales du Néolithique, reconnues comme les plus élevées au monde, figurent dans une grotte au sud de Murghab, à 4 000 mètres d'altitude. En revanche, contrairement aux monts Tian, aucune céramique de cette période n'a été trouvée. Des kourganes ont été décelés dans la vallée de l'Aksu et sont attribués aux Sakas mais leur ancienneté reste débattue. Enfin, des restes archéologiques de tombes recouvertes de rondins de bois ont été mis au jour sur les hauts plateaux de l'est du massif.
Des lapis-lazuli du Pamir se retrouvent à l'époque sumérienne en Mésopotamie et sous la civilisation d'Harappa au IIIe millénaire av. J.-C., puis au Ier millénaire av. J.-C. lorsque à l'Antiquité des caravanes se rendent avec des joyaux destinés aux pharaons égyptiens,. Plus tard, pendant près de 2 000 ans, il se retrouve sur la route de la soie, laissant les ruines de forteresses jadis imposantes, mais les tronçons qui le traversent ne sont que des sentiers secondaires et vertigineux,,. La dynastie Han parvient à faire la jonction entre l'Amou-Daria et le Syr-Daria au travers du massif. Des moines bouddhistes chinois traversent le Pamir durant leurs voyages en direction de l'Inde : Faxian vers 400 et Xuanzang dans la première moitié du VIIe siècle. Malgré ses hautes montagnes et son aridité, le massif est alors considéré comme une zone de passage relativement aisée comparativement aux autres massifs environnants.
Ni le royaume gréco-bactrien entre les IIIe et IIe siècles av. J.-C., ni les dynasties Han et Tang ni l'expansion de l'islam sous la dynastie des Omeyyades entre les VIIe et VIIIe siècles, ni les Tibétains au VIIIe siècle, ni l'Empire mongol fondé par Gengis Khan au début du XIIIe siècle ne parviennent à s'installer durablement dans le Pamir. Seuls les descendants de l'empire achéménide perse, les Tadjiks de la Bactriane et de la Sogdiane, dont le nom signifie « peuple sédentarisé », demeurent dans le massif dès le IIe siècle, tout en subissant les diverses influences postérieures,.
Les premiers véritables témoignages de l'histoire régionale sont l'œuvre de l'explorateur vénitien Marco Polo, en 1273-1274, à l'occasion de sa traversée des montagnes vers Cathay, autrement dit la Chine, probablement par la vallée du Wakhan-Daria et Kashgar, dans les pas de Xuanzang. Il en fait une description écrite sommaire mais unique pour l'époque : il aborde la difficulté des cols à traverser, les paysages et la géologie, le climat, la faune, les productions agricoles, les populations, leurs traditions et leur religion,,. Il rapporte aussi l'existence de dépôts de rubis. Il écrit :

« Par cette plaine on va chevauchant douze journées et elle est appelée Pamir. Pendant ces douze journées, on ne trouve ni habitation ni auberge, mais c'est un désert tout le long de la route, et l'on n'y trouve rien à manger : les voyageurs qui doivent passer par-là, il convient qu'ils emportent avec eux leurs provisions. Là ne sont aucuns oiseaux, à raison de la hauteur et du froid intense, et pour ce qu'ils n'y pourraient rien trouver à manger. De plus, sachez qu'à cause du froid, le feu n'est pas aussi clair et brûlant, ni de la même couleur que dans les autres lieux, et les viandes ne peuvent pas bien cuire. »

— Marco Polo
En raison de la chute de l'Empire timouride, les routes caravanières deviennent dangereuses, aucun Européen n'y retourne avant Bento de Góis en 1603, lequel n'apporte aucune connaissance véritablement nouvelle sur la région,.
Les Kirghizes investissent le nord du massif autour du XVIe siècle,, ce que ne parviennent pas à faire les Moghols venus du sud. Même lorsqu'aux XVIIIe et XIXe siècles les émirats de Boukhara et d'Afghanistan prennent le contrôle d'une partie du Pamir, ce n'est que sous la forme de dépendances vis-à-vis de seigneurs locaux auxquels sont versés des tributs,.

### Exploration et occupation occidentale

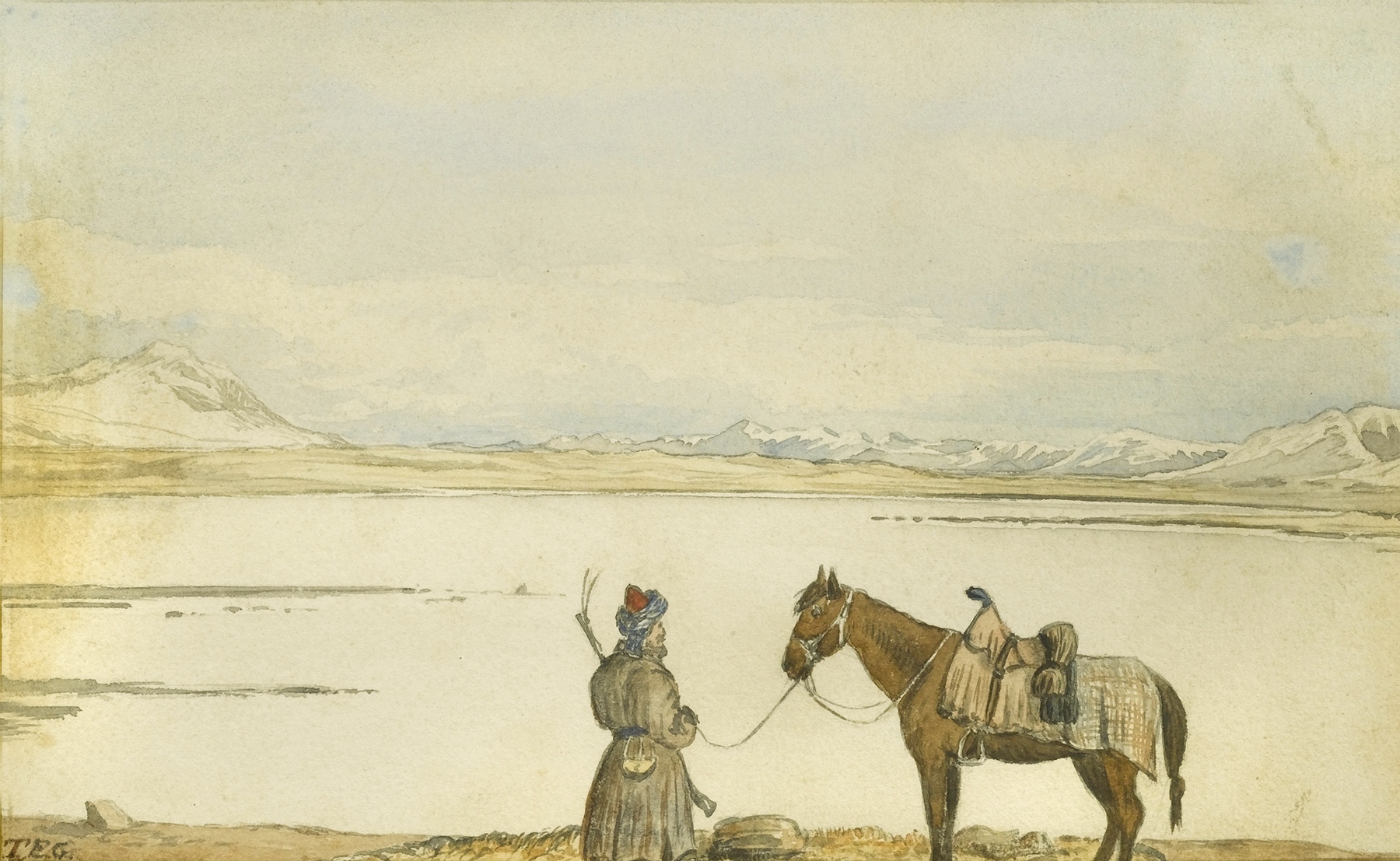
Peinture de l'officier britannique Thomas Edward Gordon représentant son probable guide wakhi et le lac Zorkul en 1874.

En 1838, le lieutenant John Wood de la British Indian Navy est envoyé à la recherche des sources de l'Oxus. Il remonte le Piandj puis son affluent le Pamir jusqu'au lac Zorkul, initialement nommé lac Wood puis lac Victoria jusqu'en 1895. Au même moment George W. Hayward explore la région. En 1841, Wood rédige un rapport intitulé Voyage aux sources de l'Oxus qui lui vaut une médaille de la Royal Geographical Society. Toutefois, malgré quelques découvertes géographiques, le compte-rendu n'a que peu d'intérêt du point de vue de la connaissance des populations du massif. Avec la difficulté d'étudier le massif, Thomas George Montgomerie émet l'idée, en 1863, de former et d'utiliser les services d'autochtones afin de cartographier la région dans le cadre du Great Trigonometric Survey. Le Grec Panagiotis Potagos traverse le massif en 1870. Une seconde mission britannique est lancée en 1874 à partir de Kashgar et étudie notamment le chaînon Sarikol, dans les environs de Taxkorgan. Dans les années 1880-1890, les connaissances s'enrichissent encore, notamment grâce aux travaux menés indépendamment par Francis Younghusband et George Curzon, mais les Russes les expulsent régulièrement,. L'explorateur français Gabriel Bonvalot, accompagné du peintre Albert Pépin qui réalise de nombreuses esquisses et du naturaliste luxembourgeois Guillaume Capus, ainsi que du Russe Bronislav L. Grombtchevsky qui le seconde, traverse le massif depuis Och, des monts Alaï à l'Hindou Kouch en 1887,. Son compatriote Henri Dauvergne lui emboîte le pas l'année suivante et atteint notamment, à son tour, les sources du Piandj. Les Danois, jugés neutres par les Russes, sont autorisés à lancer deux expéditions dirigées par Ole Olufsen entre 1896 et 1899. Les connaissances accumulées sont parmi les plus importantes de la région dans les sciences naturelles, humaines et sociales.

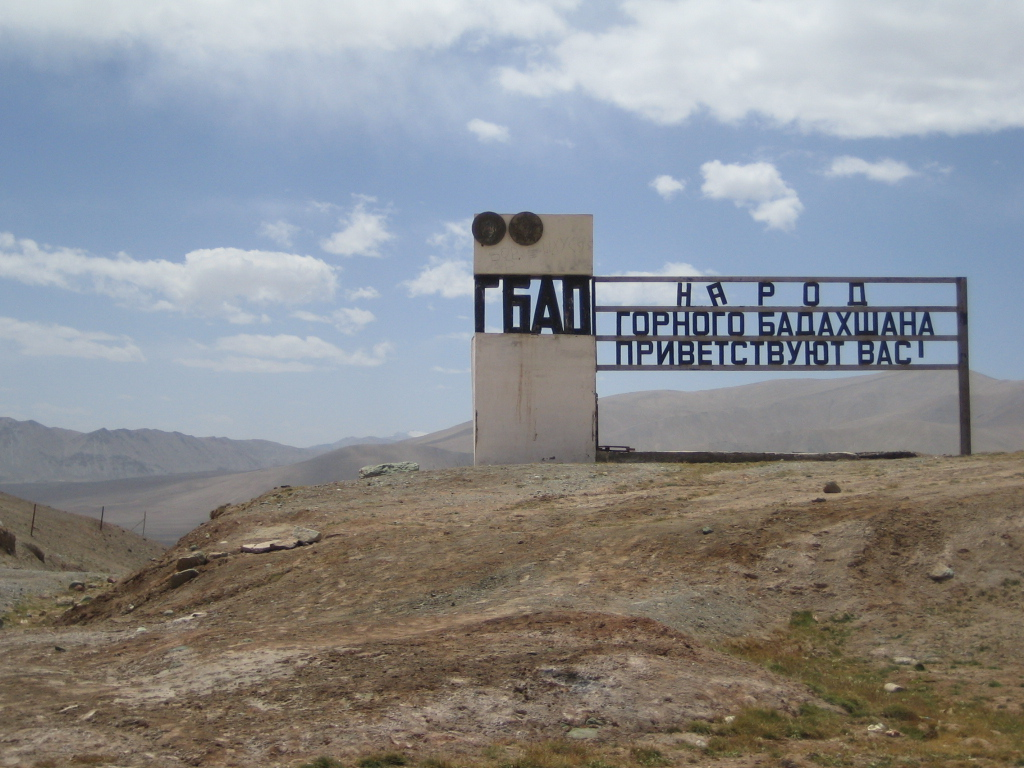
Vue du monument à la frontière entre le Kirghizistan et le Tadjikistan sur la route M41 souhaitant la bienvenue dans les montagnes du Pamir ; l'inscription en russe signale que « les habitants du Haut-Badakhchan vous accueillent ».

Jusqu'à la fin du XIXe siècle, le massif, apparemment pauvre en ressources naturelles et constituant jusque-là un intérêt géostratégique faible, reste peu convoité. Ce n'est que vers 1870 que le Pamir et le Karakoram deviennent une zone de tension entre l'Inde britannique et l'Empire russe en pleine expansion ; ce conflit est surnommé le « Grand Jeu »,. Les Russes envoient des missions de reconnaissance dans le nord et le centre du massif alors que les populations du sud sont soumises par les autorités britanniques,. Ces dernières tentent de persuader la dynastie Qing d'étendre son territoire à l'ouest, afin d'effectuer la jonction avec l'Afghanistan, mais les Russes les devancent et occupent finalement le massif. Les frontières sont fixées en 1895 au niveau du corridor du Wakhan, comme suggéré dès 1873. L'Empire russe annexe les possessions de l'émirat de Boukhara dans le massif en 1904.
Les premières expéditions à caractère véritablement scientifique du XXe siècle se passent sous la direction de Willi Rickmer Rickmers. La première, en 1913, est austro-allemande, envoyée à l'instigation des clubs alpins des deux pays. À cette occasion, Rickmers prend, sans le savoir, la première photographie du point culminant du Pamir, le pic Ismail Samani. La seconde expédition, germano-soviétique, est envoyée au cœur du massif en 1928. Rickmers est accompagné de Nikolai Petrovich Gorbunov,,. Au cours de celle-ci, Karl Wien, Eugene Allwein et Erwin Schneider en profitent pour établir la première ascension du pic Lénine, par la face sud.
Malgré la révolution d'Octobre 1917 et une renégociation des traités et alliances, le Pamir retombe progressivement dans l'oubli occidental. Cet isolement est renforcé dès 1929 lorsque la République socialiste soviétique du Tadjikistan est déclarée au sein de l'URSS et que les habitants des montagnes sont appelés dans les champs de coton au sud-ouest. Après la construction de la route M41 en 1931 destinée à désenclaver le massif, d'autres missions soviétiques suivent dans la décennie. Peu avant la Seconde Guerre mondiale, sont construits les premiers villages permanents de la partie orientale du massif, en dehors de Murghab, alors connu sous le nom de Pamirsky Post depuis sa fondation en 1893. L'ouverture d'écoles et la mise en place de kolkhozes peuvent expliquer cette sédentarisation.
Après la guerre, Vladimir Ratzek est chargé de cartographier le Pamir, qui reste encore largement inexploré. À la tête de plusieurs expéditions militaires, il en profite pour gravir les plus hauts sommets du massif, notamment les trois de plus de 7 000 mètres d'altitude. Les hélicoptères font leur apparition dans les années 1950 et facilitent l'essor de l'alpinisme. En 1962, Anatoly Ovtchinnikov et John Hunt sont chefs de l'expédition britanno-soviétique au pic Garmo durant laquelle Wilfrid Noyce, membre de la première expédition à l'Everest en 1953 avec Hunt, et Robin Smith chutent mortellement lors de la descente. Les crampons des Britanniques ne sont pas adaptés à la neige molle et instable du Pamir. La cordée glisse, ne parvient pas à freiner la chute, percute un monticule de glace et disparaît dans une falaise de 800 mètres de hauteur. Leurs compatriotes décident de les ensevelir sur le lieu de l'accident. En 1969, pour le centenaire de la naissance de Lénine, le congrès international d'alpinisme est organisé au pic Lénine. Des membres de treize pays sont invités à se joindre aux Soviétiques pour participer à une expédition en masse, mais beaucoup manquent d'expérience. Rapidement, les grimpeurs se désorganisent, les abandons et les accidents dont un mortel se succèdent ; malgré tout, sur la centaine de participants, 86 atteignent le sommet parmi lesquels 30 étrangers. En 1974, une cordée constituée de huit alpinistes féminines est tuée lors d'une tempête alors qu'elle se trouve près du sommet. En 1990, une avalanche déclenchée par un séisme tombe sur le camp II et tue 43 alpinistes européens et russes. Seul un en réchappe ; c'est l'accident le plus meurtrier de l'histoire de l'alpinisme,.
Il faut attendre la perestroïka, à la fin des années 1980, pour que les Pamiris (en) soient autorisés à retourner dans leur région, puissent rebâtir leurs villages en ruines et remettent en culture les 4 000 hectares de terres laissées en friche sur les 16 000 hectares de terres arables. La guerre d'Afghanistan de 1979 à 1989, durant laquelle le massif sert de base arrière secondaire aux combattants, mais surtout la guerre civile tadjike de 1992 à 1996, qui voit les Pamiris réclamer une part d'autonomie vis-à-vis du pouvoir central communiste, plongent à nouveau le Pamir dans une zone de tension. Les rares accès routiers sont détruits. Entre-temps, toutefois, des projets d'études sont lancés, notamment par l'Université des Nations unies en accord avec les Académies des sciences, pour soutenir le développement du massif. Des propositions sont émises visant à protéger le patrimoine naturel et à promouvoir l'écotourisme.

## Activités
La population du Pamir tire ses revenus d'une économie de subsistance, basée sur l'élevage et une agriculture vivrière, et d'activités illégales comme le trafic de drogue ou le braconnage. Le tourisme peine à prendre durablement son essor et l'environnement reste relativement préservé en raison de l'isolement du massif autant que de la création de plusieurs aires protégées.

### Économie

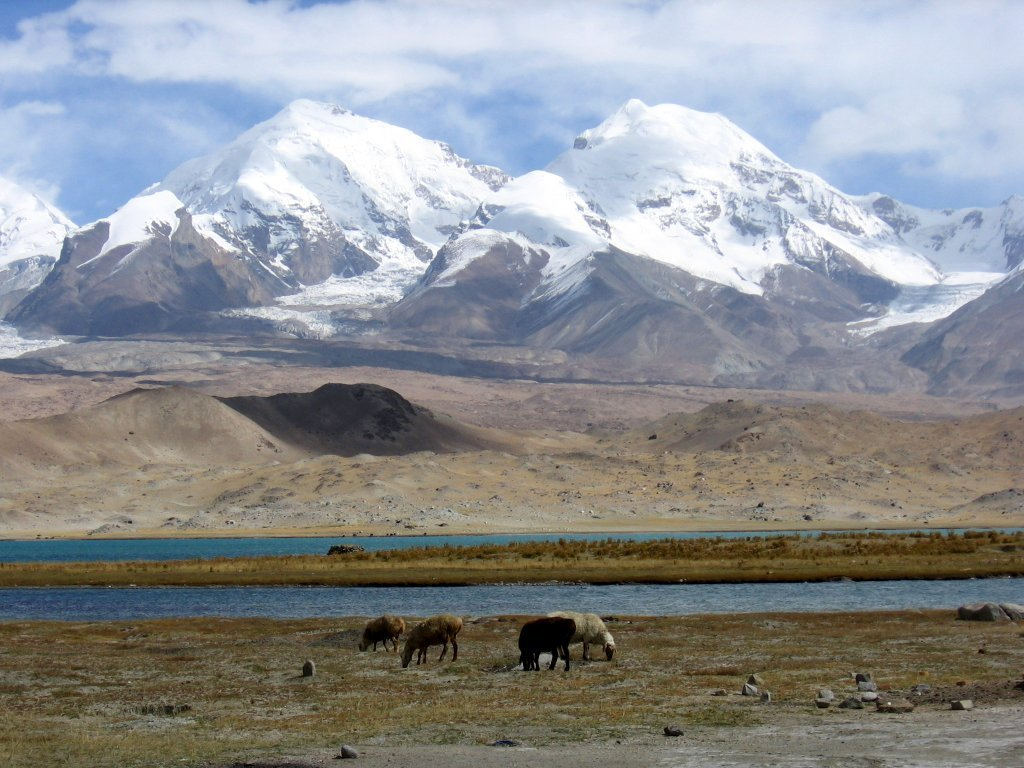
Vue de moutons en train de paître sur le versant chinois du Pamir, avec le chaînon Kashgar en arrière-plan.

L'élevage de moutons dans les prairies d'altitude reste une source de revenus essentielle de la région. Leur laine sert notamment à la confection des djuraby, des chaussettes ou des bas mi-longs à longs tricotés par les femmes selon des coutumes précises, avec trois aiguilles, et présentant des motifs à la fois traditionnels et uniques dont les teintures sont obtenues par le trempage du fil dans des infusions de plantes. Le yak, originaire du Tibet, est localement appelé kutas. Pouvant peser jusqu'à 500 kilogrammes, il est élevé pour sa viande et pour son lait qui sert à produire de la crème et du yaourt. Sa laine et son cuir servent à confectionner des vêtements et autres ustensiles. La fermentation de ses bouses permet de produire du carburant. Il est utilisé dans l'agriculture comme bête de somme. Il est capable de traîner des charges importantes, de traverser des torrents et de survivre en haute altitude.
La pêche présente un potentiel de développement important dans les lacs du Pamir. L'espèce Schizopygopsis stoliczkai représente la quasi-intégralité des poissons pêchés, auxquels s'ajoutent Schizothorax intermedia et Carassius gibelio. Les rendements sont très variables en raison des moyens artisanaux utilisés et de l'exploitation irrégulière. À la fin des années 1990, 180 tonnes de poissons sont extraites par an, dont 65 à 94 tonnes dans le seul lac Yashilkul, le lac Turumtaikul étant le plus productif avec 34 à 40 kilogrammes par hectare et des prises moyennes de plus de huit kilogrammes. L'introduction de l'espèce Coregonus peled pourrait faire augmenter sensiblement la production.

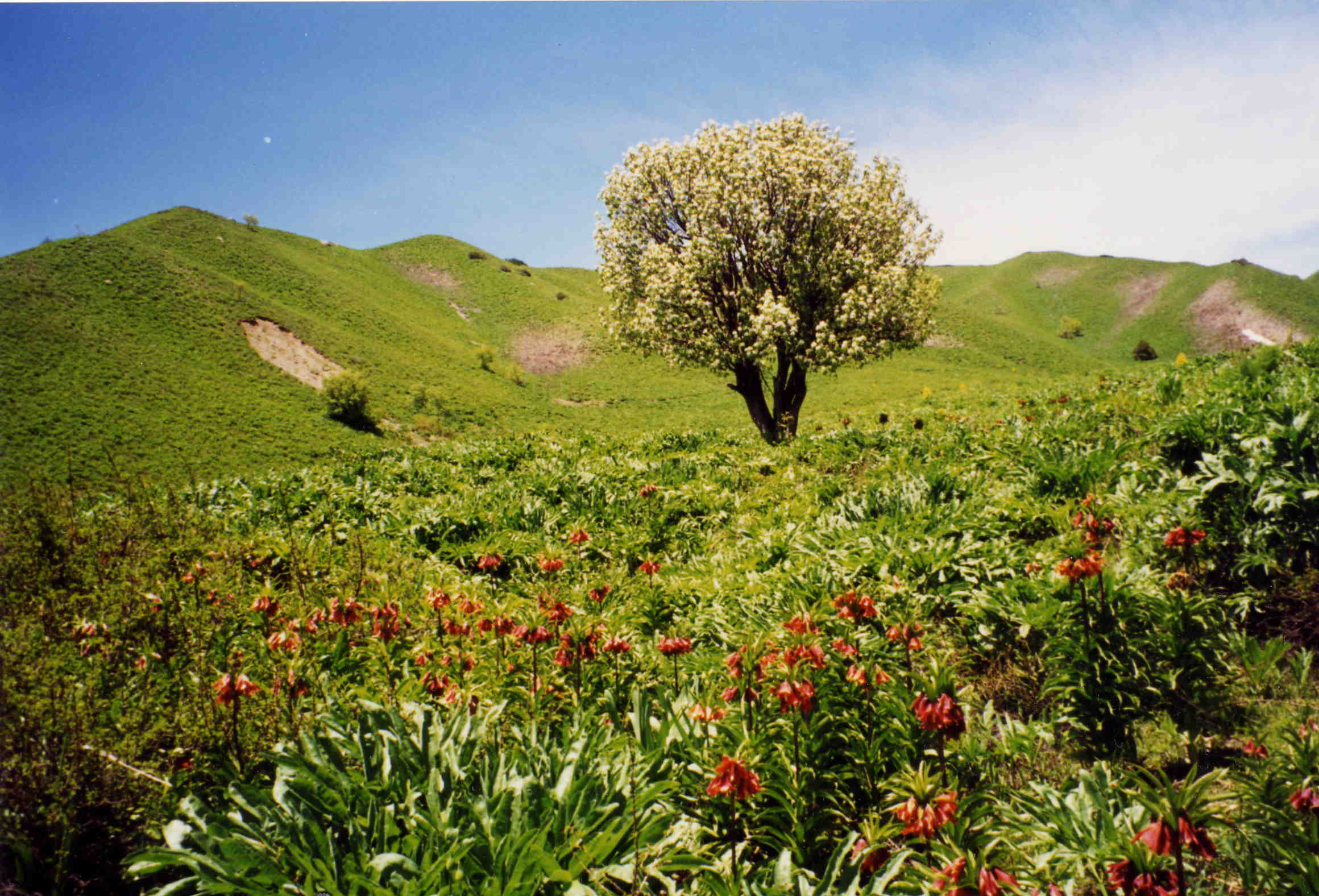
Vue des piémonts occidentaux au printemps.

De la vigne, des abricotiers, des pommiers, des poiriers, des noyers et des mûriers sont cultivés sur les cônes de déjection et les terrasses alluviales, bien drainés, où sont perchés les villages,. Les conditions climatiques permettent une unique récolte annuelle d'orge, de blé, de pomme de terre, de fèves et de pois. Les populations sont fortement dépendantes de l'irrigation, notamment dans les vallées et les plateaux les plus arides dans la partie orientale. L'eau est détournée depuis les régions plus arrosées ou issue de la fonte des neiges et des glaciers. Au Tadjikistan, depuis l'indépendance, l'agriculture est redevenue vivrière afin de contrebalancer les 85 % d'importations alimentaires. Le pavot à opium (Papaver somniferum) et le chanvre (Cannabis sativa) sont cultivés illégalement. Ils s'adaptent bien aux conditions arides et aux sols gelés. Le pavot est apparu au XIXe siècle et a été éradiqué par les Soviétiques dans les années 1940. Depuis l'indépendance du Tadjikistan, les plantes narcotiques ont refait leur apparition en profitant d'une porosité des frontières et d'une facilité de conservation, faisant de cette activité une manne financière dans le Pamir. La tourbe obtenue à base de plantes appelées localement teresken remplace parfois la bouse animale dans la production de carburant. En raison de la raréfaction et de l'augmentation des prix des imports en charbon et en fioul après l'indépendance du Tadjikistan, ainsi que de l'absence de développement dans les énergies renouvelables, le teresken est souvent utilisé en dernier ressort directement comme combustible, ce qui a mené à une désertification de l'est du massif dans les vingt dernières années.
L'ouest du massif, notamment la vallée du Shugnan et celles adjacentes, présente des filons de lazurite (localement appelée ljadshuar) et des dépôts de rubis qui ont été exploités respectivement depuis l'Antiquité et le Moyen Âge. Entre 500 kilogrammes et une tonne de lapis-lazuli sont même extraits quotidiennement à la fin du XIXe siècle. Des filons sont de nouveau exploités entre 1972 et le début des années 1990. De la houille et du lignite ont été extraits en petites quantités dans l'ouest et le centre du massif. Le soufre, le salpêtre, le sel et le marbre pourraient être exploités de manière rentable si les infrastructures étaient développées.

### Tourisme
Un accès facilité au cœur du massif devient possible dans la seconde moitié du XXe siècle. En 1978, plus de 300 cols ont déjà été franchis et répertoriés par les associations de trekking, dont le plus haut à 5 970 mètres d'altitude, le col Zimovstchikov entre le glacier Fedtchenko et un de ses tributaires, le glacier Vitkovsky, en 1959. La pratique de ce sport trouve vraiment son essor dans le Pamir à la fin des années 1980 et au début des années 1990. À la même époque, les hauts sommets du massif sont gravis par 200 à 400 alpinistes, essentiellement russes, chaque mois de juillet. La guerre civile de 1992 à 1996 au Tadjikistan met un coup de frein à ce développement touristique.

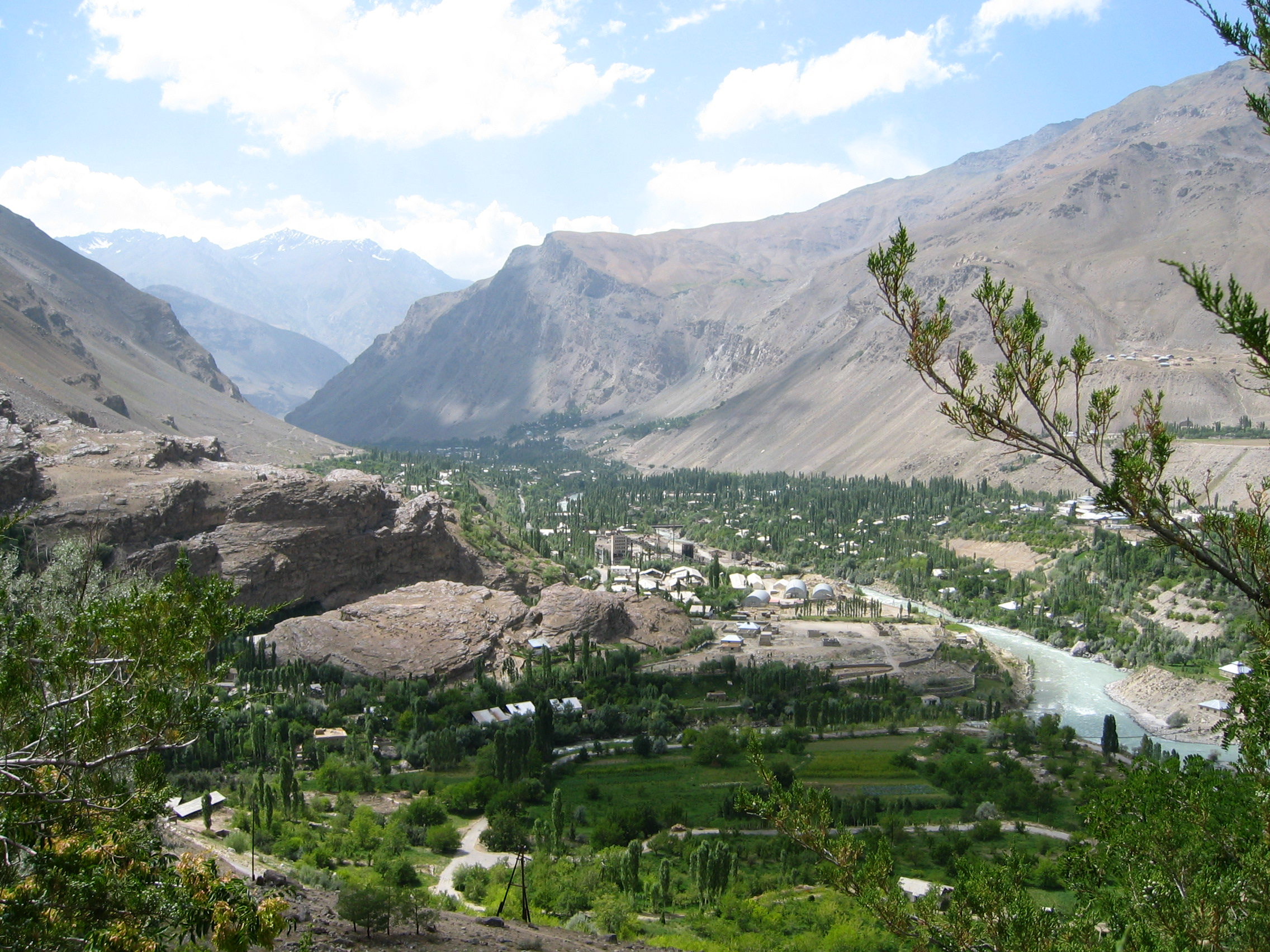
Vue de Khorog, capitale du Haut-Badakhchan et principal centre du tourisme pour le Pamir au Tadjikistan.

Depuis les années 2000, le massif s'est ouvert au tourisme international, bien qu'un permis spécial soit requis et des taxes versées auprès des autorités tadjikes. En 2003, 1 500 trekkers, principalement occidentaux ont été recensés par l'agence nationale pour le tourisme ; en 2006, à peine plus de 1 000 personnes se sont rendues à l'office du tourisme de Khorog. Cette ville abrite le deuxième plus haut jardin botanique au monde. L'agence Sayoh a la responsabilité de faire profiter les populations locales des retombées économiques mais s'est vue critiquée en raison des difficultés qu'elle oppose aux compagnies privées. Des associations, des fondations et des institutions nationales étrangères et transnationales soutiennent les efforts de développement. Malgré tout, l'écotourisme peine à séduire les touristes, seuls 10 % d'entre eux ayant visité le parc national du Pamir. L'alpinisme, dont les infrastructures, y compris les services de secours, ont été mises à mal par la chute de l'Union des républiques socialistes soviétiques, connaît un début de regain d'activité, surtout à partir du Kirghizistan. La chasse à l'argali continue à être pratiquée avec des prix atteignant 30 000 euros par tête, dans un manque de transparence important, mais dont les rentes pourraient dépasser celles des taxes perçues par les autorités.

### Protection environnementale

Carte des aires protégées de la région du Pamir.

Le parc national du Pamir (ou Pamirsky), aussi appelé parc national tadjik, est créé le 26 janvier 2006, après avoir été imaginé dès 1992,. Il s'étend sur 12 260 kilomètres carrés, soit un peu plus de 8 % de la superficie du Tadjikistan. Il comprend dans ses statuts une réserve naturelle qui joue le rôle de zone tampon et porte la superficie de cette aire protégée à 26 000 kilomètres carrés, ce qui en fait la plus grande d'Asie centrale. En 2008, elle est proposée pour intégrer la liste du Patrimoine mondial de l'UNESCO et cette candidature est approuvée en 2013. Cette reconnaissance pourrait s'accompagner d'une relance de la fréquentation touristique. Elle se base sur un paysage naturel remarquable, comprenant le pic Ismail Samani, le glacier Fedtchenko et le lac Sarez, sur un biome unique caractérisé par un climat aride, sur une altitude élevée qui pourrait en faire le troisième plus haut site du Patrimoine mondial après l'Everest et le Nanda Devi, sur une réserve hydrologique majeure et sur un relief unique.
La réserve naturelle d'État de Dashtidjum (ou Dashtidzumsky), située au Tadjikistan, au sud-est de la crête Khazratisho et au nord du Piandj sur la marge occidentale du Pamir, est un zapovednik, une réserve intégrale, c'est-à-dire le plus haut degré de protection parmi les aires protégées,. Un refuge naturel (zakaznik) a d'abord été créé en 1972 sur 533 kilomètres carrés, avant d'être complété par la réserve naturelle intégrale sur 197 kilomètres carrés en 1983,. Un projet vise à ajouter 267 kilomètres carrés de zone tampon au refuge naturel pour porter sa superficie à 800 kilomètres carrés. Une zone importante pour la conservation des oiseaux complète depuis 2007 le réseau des aires protégées de Dashtidjum sur une superficie de 378 kilomètres carrés.
La réserve naturelle d'État de Zorkul (ou Zorkylsky) est située autour du lac du même nom, le long de la frontière avec l'Afghanistan. Elle a été créée en 1972 sur 165 kilomètres carrés en tant que refuge naturel, avant d'être promue à son tour en réserve intégrale en 2000 et agrandie sur 877 kilomètres carrés. Elle contient un site Ramsar depuis 2001 ainsi qu'une zone importante pour la conservation des oiseaux et prétend à inclure la liste du Patrimoine mondial de l'UNESCO.
Cinq autres refuges naturels se trouvent dans la partie tadjike du Pamir, dont le but premier est la conservation et la reproduction de la faune et de la flore, en particulier celles du yanghir et de l'argali de Marco Polo qui sont chassés pour leurs cornes,,. Le refuge naturel Sanvor (ou Sangvorsky),, aussi appelé Sanglyar (ou Sanglyarsky),, se situe dans le chaînon Pierre Ier. Il a été créé en 1970 ou 1972 et s'étire sur 509 kilomètres carrés,. Le refuge naturel du Pamir inclut le lac Kara-Kul et s'étend sur 5 000 kilomètres carrés. Il comprend le site Ramsar des zones humides du lac Kara-Kul. Le refuge naturel de Muskol (ou Muzkulsky) se situe dans le chaînon du même nom et couvre depuis 1972 un territoire de 669 kilomètres carrés,. Le refuge naturel Verkhniy Muzhkul se trouve à l'est de ce dernier. Enfin, le refuge naturel Ishkashim se trouve à l'extrémité sud-ouest du Pamir, au niveau du coude formé par le Piandj,. Pour compléter, un autre site Ramsar protège les zones humides des lacs Shorkul et Rangkul.
La réserve faunique Pamir-i-Buzurg se trouve en Afghanistan, à l'extrémité occidentale du chaînon Selsela-Koh-i-Wākhān, sur son versant septentrional,. Elle a été créée en 1978 et possède le même niveau de protection que les refuges naturels du Tadjikistan.
La réserve naturelle de Taxkorgan, dans l'Ouest du Xinjiang en république populaire de Chine, s'étend sur 14 000 kilomètres carrés en partie dans les confins sud-est du Pamir. Elle abrite des loups, des Grands bharals, quelques Ours Isabelle, 150 spécimens d'Argali de Marco Polo et 50 à 75 onces. Elle est peuplée par 7 500 habitants qui chassent les ongulés afin de se nourrir et les carnivores pour protéger leurs 70 000 animaux domestiques. Elle a un faible niveau de protection,.

## Culture
Selon une légende, lorsque Dieu créa le monde et distribua les terres, le représentant des Pamiris (en) fut si discret qu'il faillit être oublié et en eut beaucoup de chagrin. Dieu eut alors beaucoup de remords et lui attribua le Badakhshan qu'il voulait garder comme son propre jardin.
Certains auteurs situent dans le Pamir l'Éden biblique et le mont Ararat, où Noé aurait pris pied après le Déluge.
Selon une autre légende, Pamir et Alitshur seraient deux frères qui personnifieraient le Grand Pamir et le Pamir Alitshur, tous deux adjacents.
Les bouddhistes chinois imaginent que l'un des lacs du Pamir est habité par un grand dragon venimeux,. Ses eaux noir-verdâtre seraient également remplies de tortues (rouen), de requins (kiao) et de crocodiles (tho). Jadis, alors que des marchands de passage établirent un camp pour la nuit près du lac, le dragon entra en colère et tua les marchands au moyen de paroles magiques. Lorsque le roi de Pan-tho (ou Ko-pan-tho) en eut été informé, il confia son autorité à son fils et alla dans le royaume d'Ou-tchang où il étudia les paroles magiques des Brahmanes. Ayant conquis cette science en l'espace de quatre ans, il s'en revint et reprit l'autorité royale. À son tour, il lança des paroles magiques contre le dragon du lac. Celui-ci se changea en homme et, plein de repentir, il vint trouver le roi. Le roi l'exila aussitôt sur les monts Tsong-ling, à deux mille lis (200 lieues) de ce lac.
La tradition ismaélienne veut que les philosophes Nasir e Khosraw et Tolib Sarmast aient été envoyés dans le Pamir pour le rendre habitable, au Moyen Âge. Ils construisirent des sentiers à flancs de montagne. Tolib mourut et fut enterré dans le Rushan, où poussent deux gigantesques platanes qui seraient issus des bâtons des deux hommes plantés dans le sol depuis 900 ans. Nasir, continuant son voyage, se retrouva assoiffé. Devant le refus d'une vieille femme de lui servir de l'eau, il planta son bâton dans le sol d'où jaillit une source qui coule encore aujourd'hui. Plus loin, un dragon essaya de le dévorer mais Nasir pria et le dragon fut changé en un rocher, encore visible près d'Ishkashim.
Selon une autre légende, le Pamir Alitshur était autrefois si fertile que du riz y poussait. Lorsque Ali ibn Abi Talib répandit l'islam dans le Pamir, les habitants de cette vallée refusèrent de se convertir. Ali jeta une malédiction et jura que jamais plus des céréales n'y pousseraient. Alitschur signifierait le « fléau d'Ali » ou le « désert d'Ali ». Seule une mare à l'eau cristalline demeure, appelée Ak-balik (littéralement la « source blanche »). Elle abrite de gros poissons mais quiconque essaierait d'en attraper serait à jamais frappé de mauvaise fortune.
Ainsi, le massif abrite de nombreux autels et sites sacrés. Ils sont entourés de nombreuses histoires, de mythes naturels ou liés à des saints. Ils font parfois office de protection et des offrandes y sont déposées. Ils sont généralement faits de pierres gravées et de cornes de yanghirs ou d'argalis.
Le Pamir a été l'un des théâtres du cinéma soviétique, à une époque où il restait une région largement inexplorée. Ainsi, en 1927, le réalisateur Vladimir Erofeev, spécialiste du genre ethnographique, tourne le film Le Toit du monde : expédition dans le Pamir (Kryša mira: ekspedicija na Pamir), où il suit des géologues. L'année suivante, Vladimir Adolfovitch Chneiderov participe à une exploration qu'il immortalise dans le film Le Piédestal de la mort (Podnožie smerti). Il s'en inspire, en 1935, pour réaliser Djoulbars, un classique d'aventures de l'ère stalinienne narrant la lutte héroïque entre un garde-frontière russe et son chien contre un groupe de brigands d'Asie centrale aux confins montagneux et enneigés de l'Empire soviétique.